# Greater Churches Network

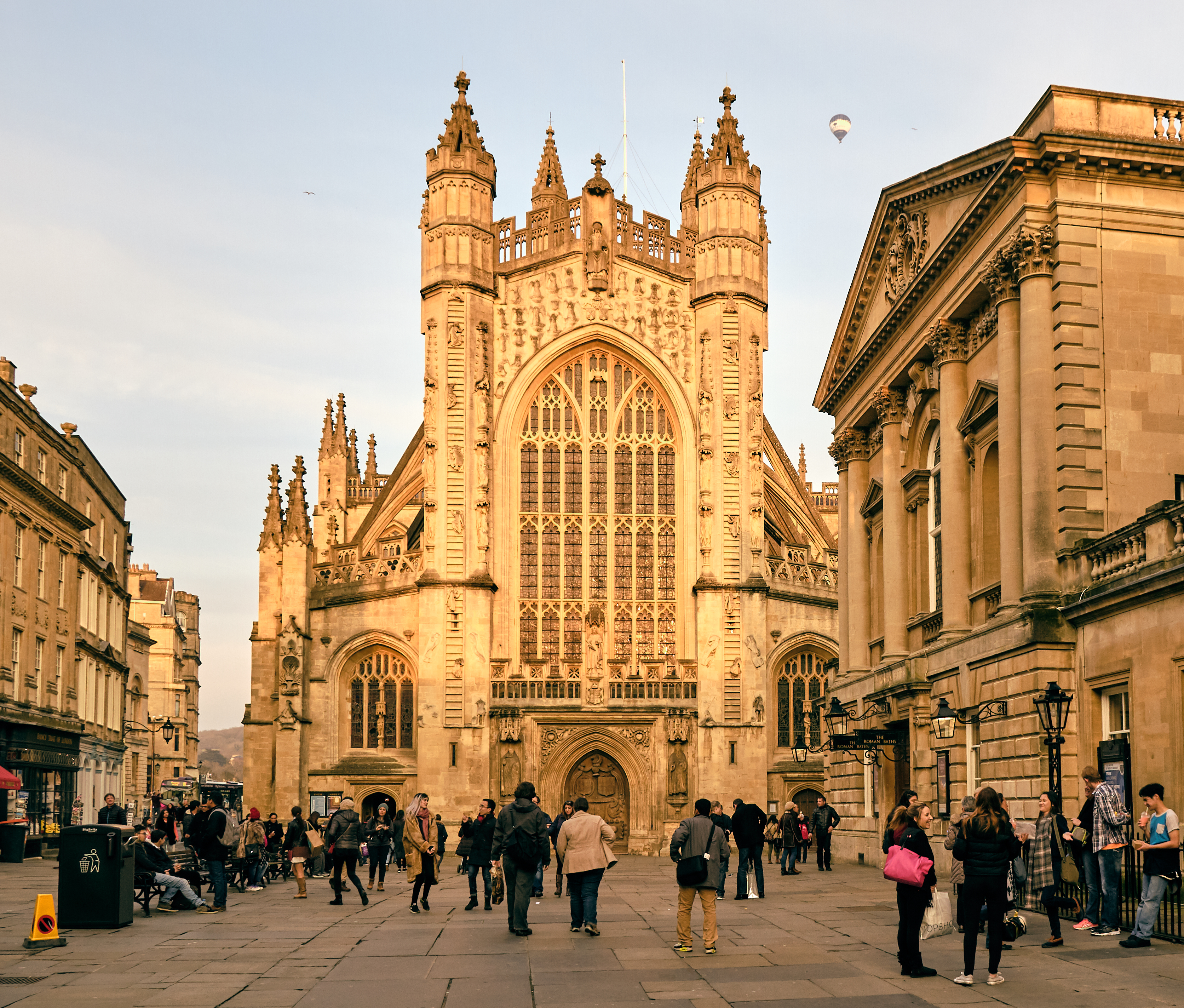
Fachada de la abadía de Bath, una de las grandes iglesias

La Greater Churches Network o GCN (lit., 'Red de Iglesias Grandes') fue una organización de autoayuda dentro de la Iglesia de Inglaterra. Estas grandes iglesias se definieron como «iglesias no catedrales que, en virtud de su gran edad, tamaño, importancia histórica, arquitectónica o eclesiástica, muestran muchas de las características de una catedral» y aquellas que «cumplen un papel adicional a la de una iglesia parroquial normal». Fundada en 1991 y desaparecida en mayo de 2019, tenía 55 iglesias como miembros integrantes.
Varios de esos edificios son antiguas propiedades abaciales que se convirtieron para su uso como iglesias parroquiales después de la Reforma inglesa. Otros son grandes iglesias parroquiales construidas en una época de gran riqueza. Lo que comparten en común son los requisitos para ofrecer instalaciones a un gran número de visitantes, ofrecer servicios especiales, ofrecer acceso a la comunidad y financiar el mantenimiento especializado y la reparación de estos grandes edificios, la mayoría de los cuales están en la lista de Grado I.

## Objetivos
Su objetivo era proporcionar ayuda y apoyo mutuo a sus iglesias miembros para hacer frente a los problemas especiales de administrar una iglesia de «tipo catedral» con la organización y la estructura financiera de una iglesia parroquial. El grupo se reunía cada dos años en una conferencia para compartir ideas.

## Cierre
En mayo de 2019, una reunión de la Greater Churches Network tomó la decisión de cambiar el nombre del grupo a Major Churches Network ('Red de Iglesias Mayores') y adoptar una nueva constitución. Por lo tanto, la Greater Churches Network se cerró formalmente y se formó la nueva Red de Iglesias Mayores y se celebró su Junta General Inaugural.
El cambio se realizó en respuesta a un importante estudio encargado en las principales iglesias parroquiales bajo los auspicios del Church Buildings Council o CBC (Consejo de Edificios de la Iglesia), el organismo oficial con la responsabilidad general de las iglesias y capillas parroquiales de la Iglesia de Inglaterra, junto con la Inglaterra histórica (Historic England) y el Fondo Nacional del Patrimonio de la Lotería (National Lottery Heritage Fund). Esto resultó en el nombramiento de un "Oficial de Catedrales e Iglesias Mayores" ( “Cathedrals and Major Churches Officer” ) dentro del CBC, y la identificación de alrededor de 300 iglesias en Inglaterra que cumplían ciertos criterios acordados. Estos definen una "Iglesia Parroquial Mayor" (“Major Parish Church”) como aquella que tiene un significado excepcional, que es físicamente muy grande (más de 1000 m² de planta), que está catalogada como Grado I o II * (o excepcionalmente II), que permanece abierta a los visitantes diariamente, que tiene un rol o roles más allá de los de un iglesia parroquial típica, y que hace una contribución cívica, cultural y económica considerable a su comunidad.
Todas las iglesias que son reconocidas como Iglesias Mayores por el CBC son elegibles para unirse a la Red de Iglesias Mayores.

## Integrantes de la GCN
Se recogen los integrantes de la red por orden alfabético de la ciudad.
- Iglesia de Inglaterra

* Provincia de Canterbury
- Abadía de Bath
- Iglesia de San Martín, Birmingham
- Iglesia de St Botolph, Boston
- Iglesia de Santa María, Redcliffe, Bristol
- Iglesia de Santa María, Bury St Edmunds
- Iglesia de Santa María la Grande, Cambridge
- Cheltenham Minster
- Iglesia de Santa María y Todos los Santos, Chesterfield
- Priorato de Christchurch
- Iglesia de la Santísima Trinidad, Coventry
- Iglesia de St Wulfram, Grantham
- Priorato Great Malvern
- Great Yarmouth Minster
- Iglesia de Santa María, Hadleigh
- Iglesia de Todos los Santos, Hertford
- King's Lynn Minster
- Iglesia de Santiago, Louth
- Iglesia de San Lorenzo, Ludlow
- Iglesia de Todos los Santos, Fulham, Londres
- Iglesia de Todos los Santos, Kingston upon Thames, Londres
- Iglesia de Cristo, Spitalfields, Londres
- Iglesia parroquial de St. Marylebone, Londres
- St Martin-in-the-Fields, Londres
- Iglesia de Santa María, Lutterworth
- Iglesia de San Pedro, Mancroft, Norwich
- Iglesia de Todos los Santos, Northampton
- Abadía de Pershore
- Abadía de Romsey
- Iglesia de San Andrés, Rugby
- Iglesia de Santa María la Virgen, Saffron Walden
- Iglesia de St Chad, Shrewsbury
- Iglesia de la Santísima Trinidad de Stratford-upon-Avon
- Abadía de Sherborne
- Abadía de Shrewsbury
- Iglesia de Santa María Magdalena, Taunton
- Abadía de Tewkesbury
- Iglesia abacial de Waltham
- Iglesia colegiata de Santa María, Warwick
- Wimborne Minster
- Iglesia colegiata de San Pedro, Wolverhampton

- Provincia de York:

- Beverley Minster
- Priorato de Bolton
- Priorato de Bridlington
- Priorato de Cartmel
- St George's Minster, Doncaster
- Grimsby Minster
- Halifax Minster
- Iglesia de San Pedro, Harrogate
- Abadía de Hexham
- Hull Minster
- Iglesia de parroquial de Kendal
- Priorato de Lancaster
- Leeds Minster
- Iglesia de Nuestra Señora y San Nicolás, Liverpool
- Iglesia de Santa María, Nantwich
- Iglesia de Santa María Magdalena, Newark-on-Trent
- Iglesia de Santa María, Nottingham
- Iglesia de San Pedro y San Pablo, Ormskirk
- Rotherham Minster
- Abadía de Selby
- Iglesia de la Santísima Trinidad, Southport
- Iglesia de St Wilfrid, Standish
- Sunderland Minster

- Iglesias en Gales:

- Iglesia prioral de Santa María, Abergavenny
- Iglesia de San Juan Bautista, Cardiff
- Iglesia de St Giles, Wrexham

- Iglesia Episcopal de Escocia

- Iglesia de San Juan Evangelista, Edimburgo

Grandes iglesia de la provincia de Canterbury
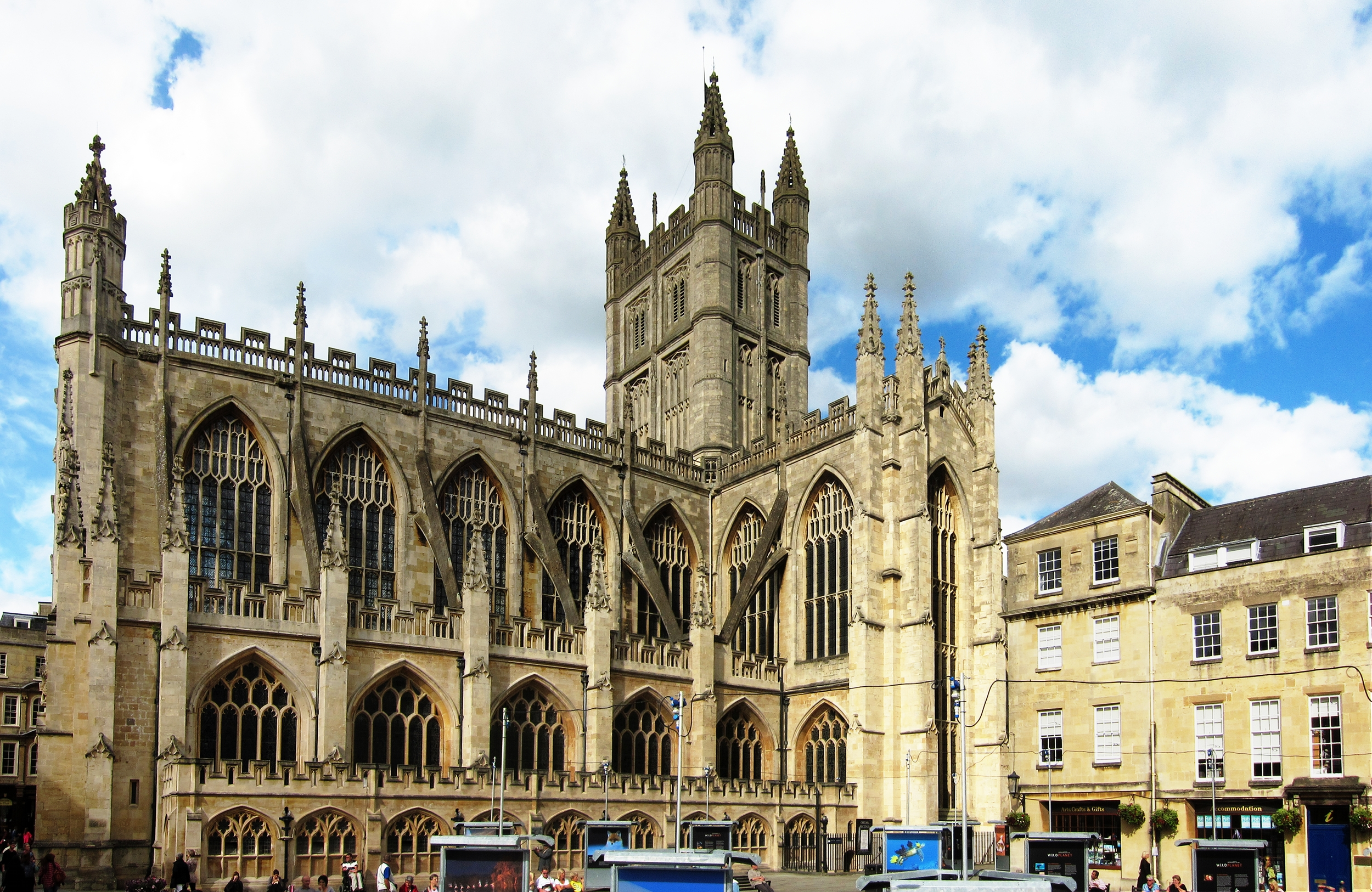
Abadía de Bath
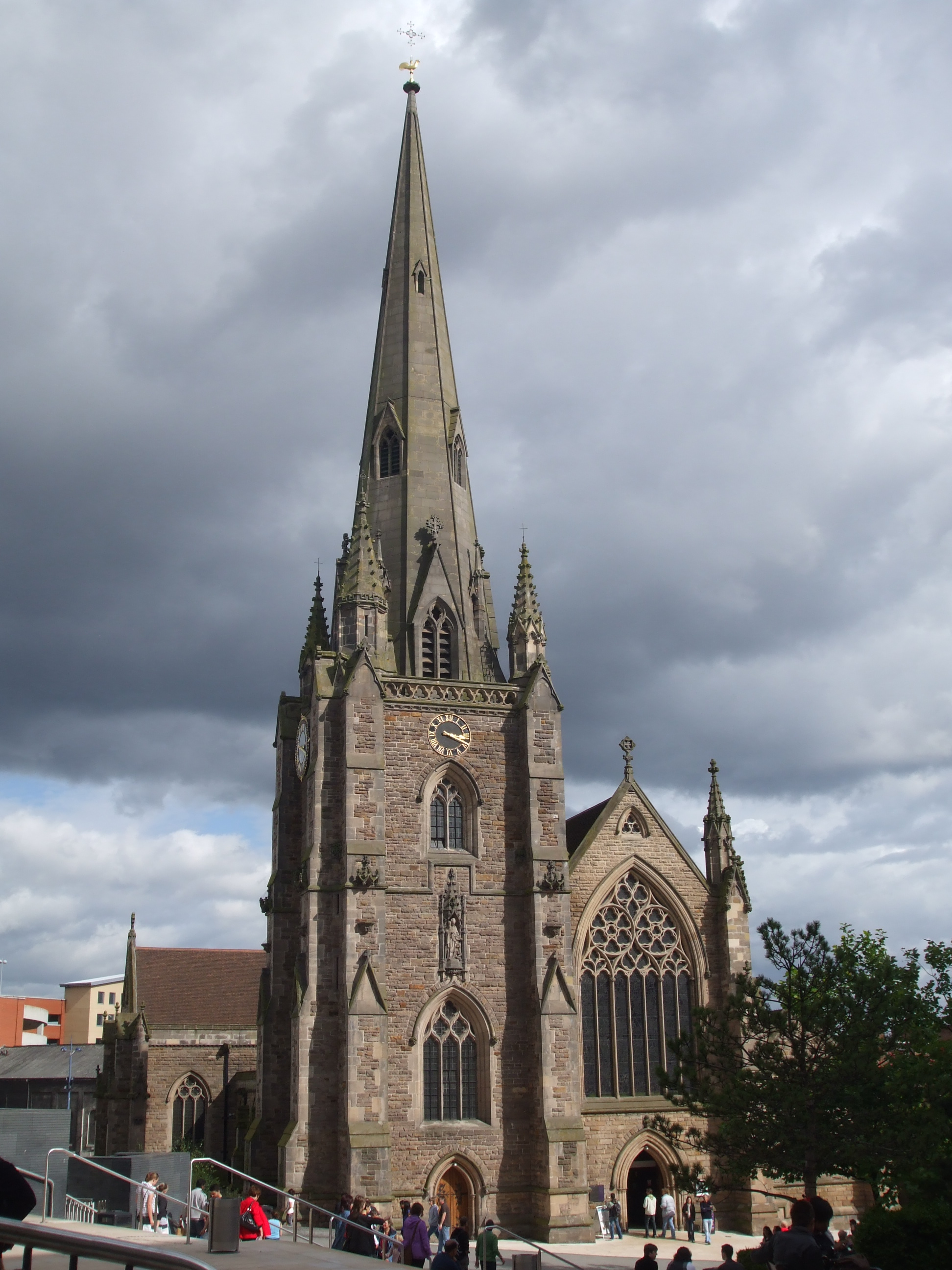
Iglesia de San Martín, Birmingham
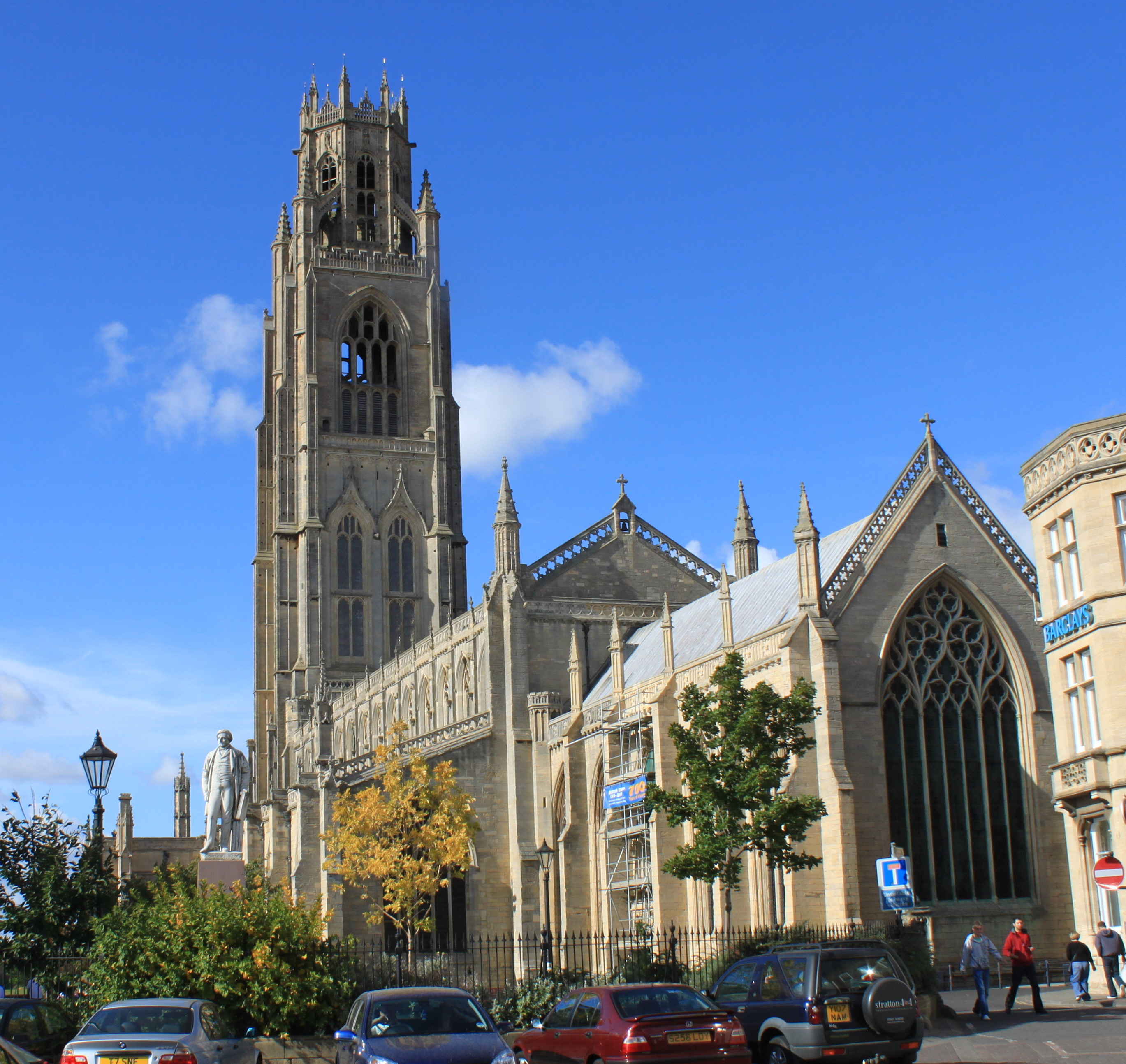
Iglesia de St Botolph, Boston
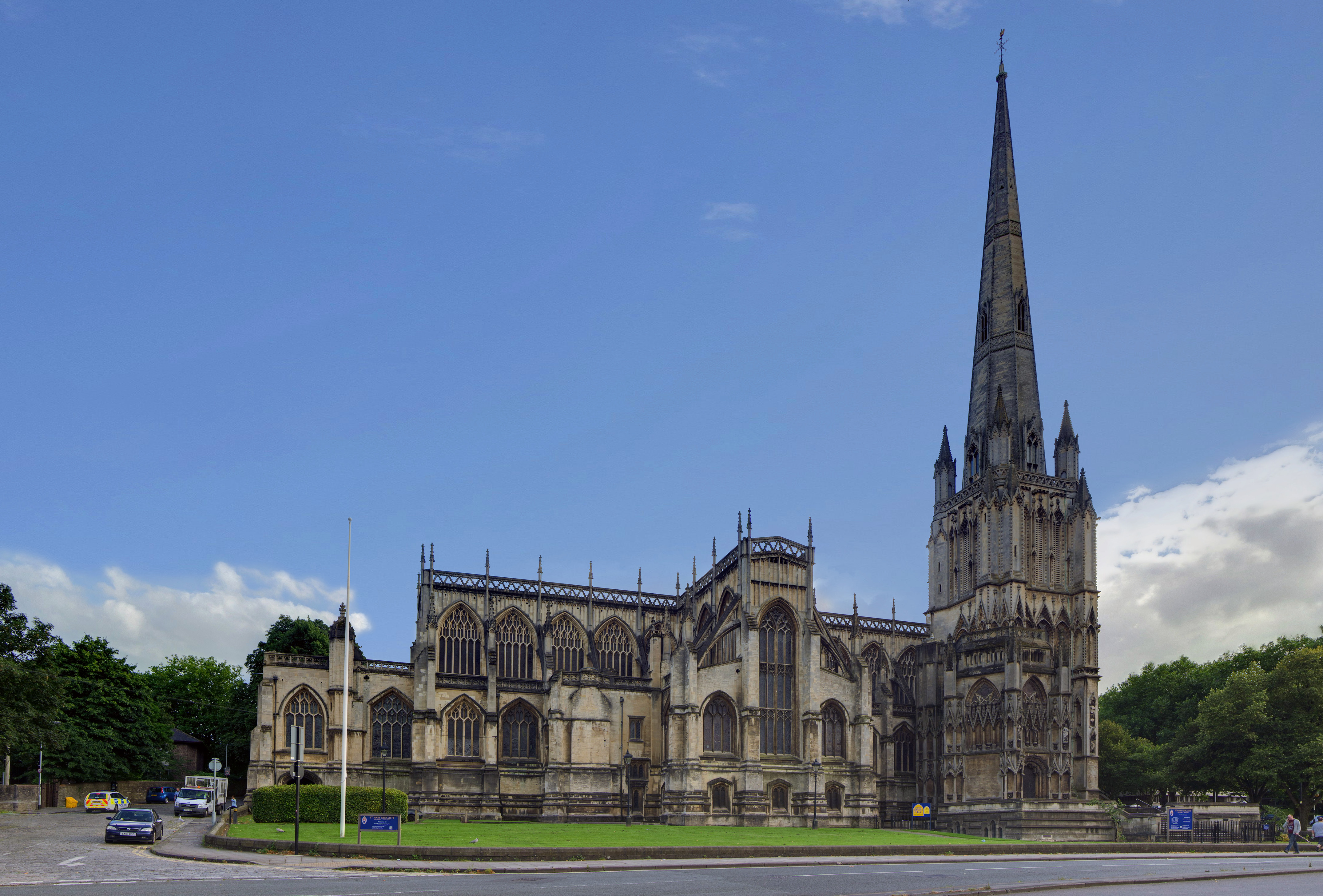
Iglesia de Santa María, Redcliffe, Bristol
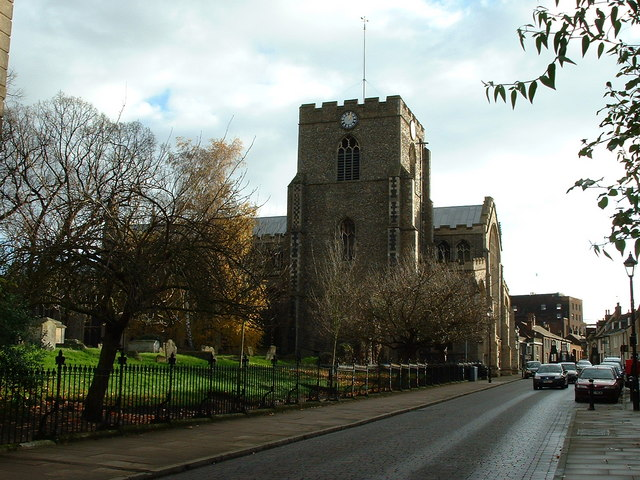
Iglesia de Santa María, Bury St Edmunds
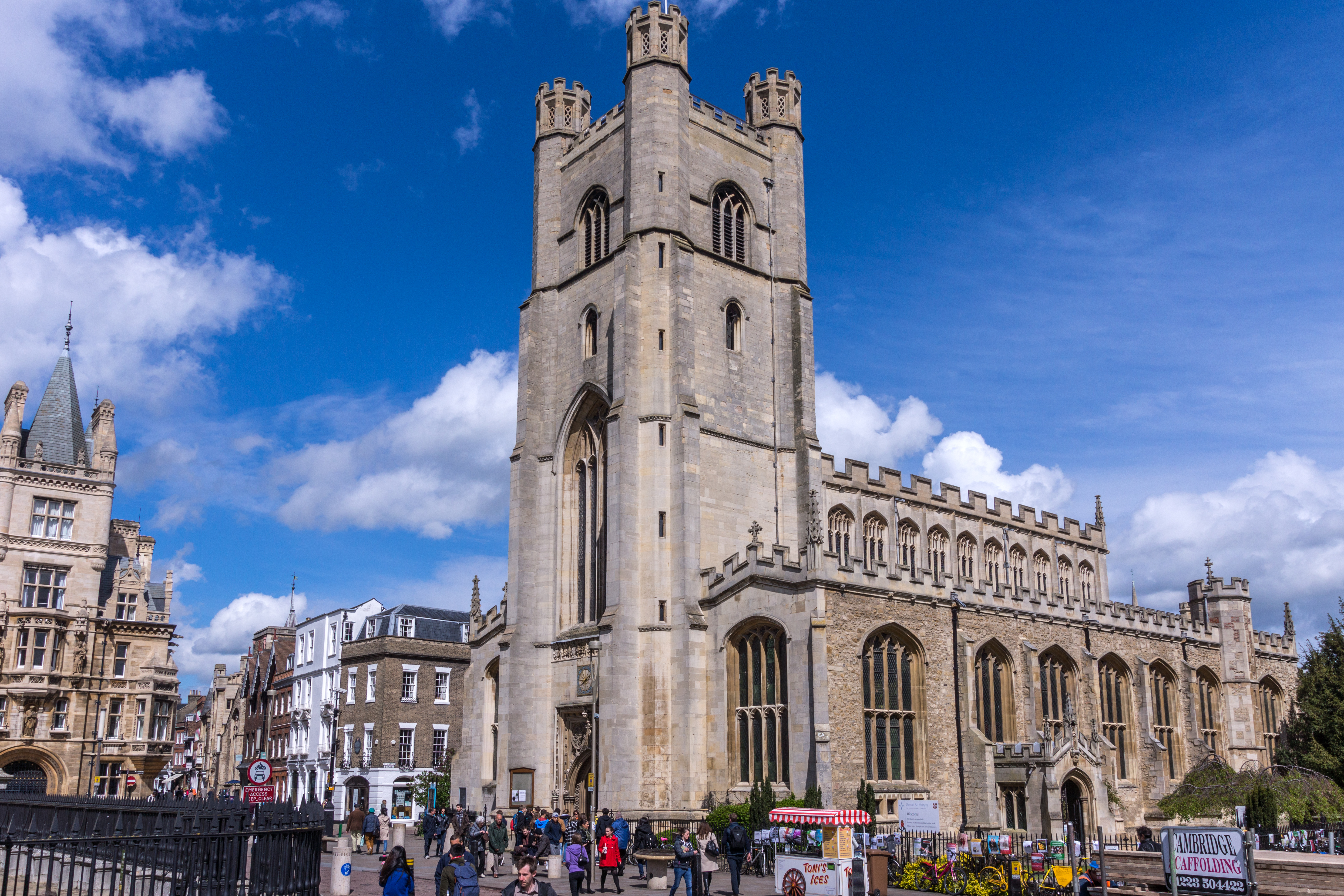
Iglesia de Santa María la Grande, Cambridge
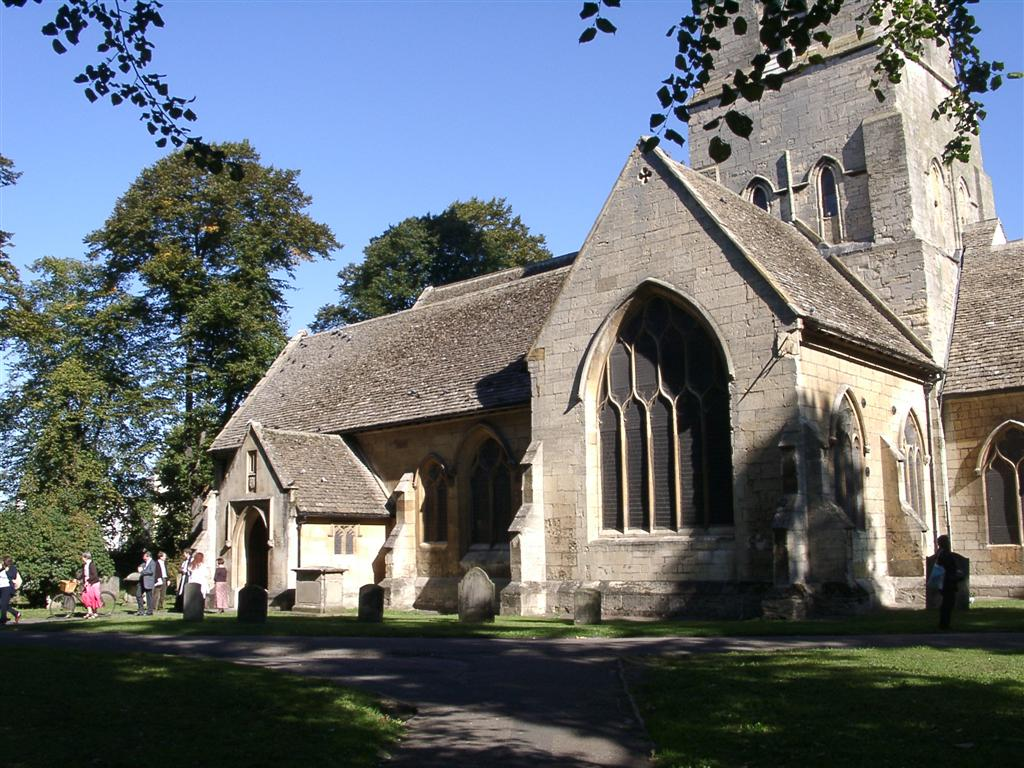
Cheltenham Minster
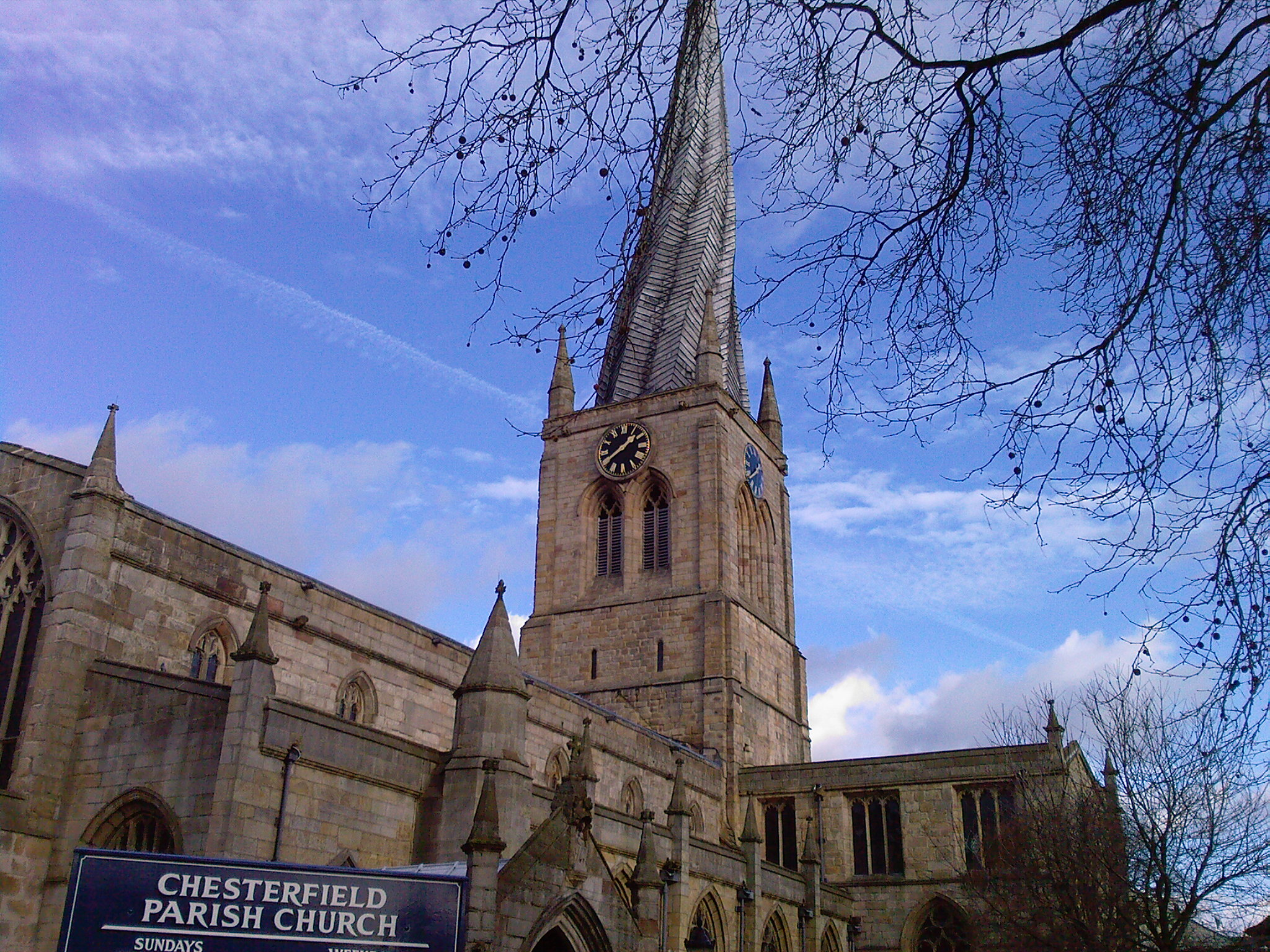
Iglesia de Santa María y Todos los Santos, Chesterfield
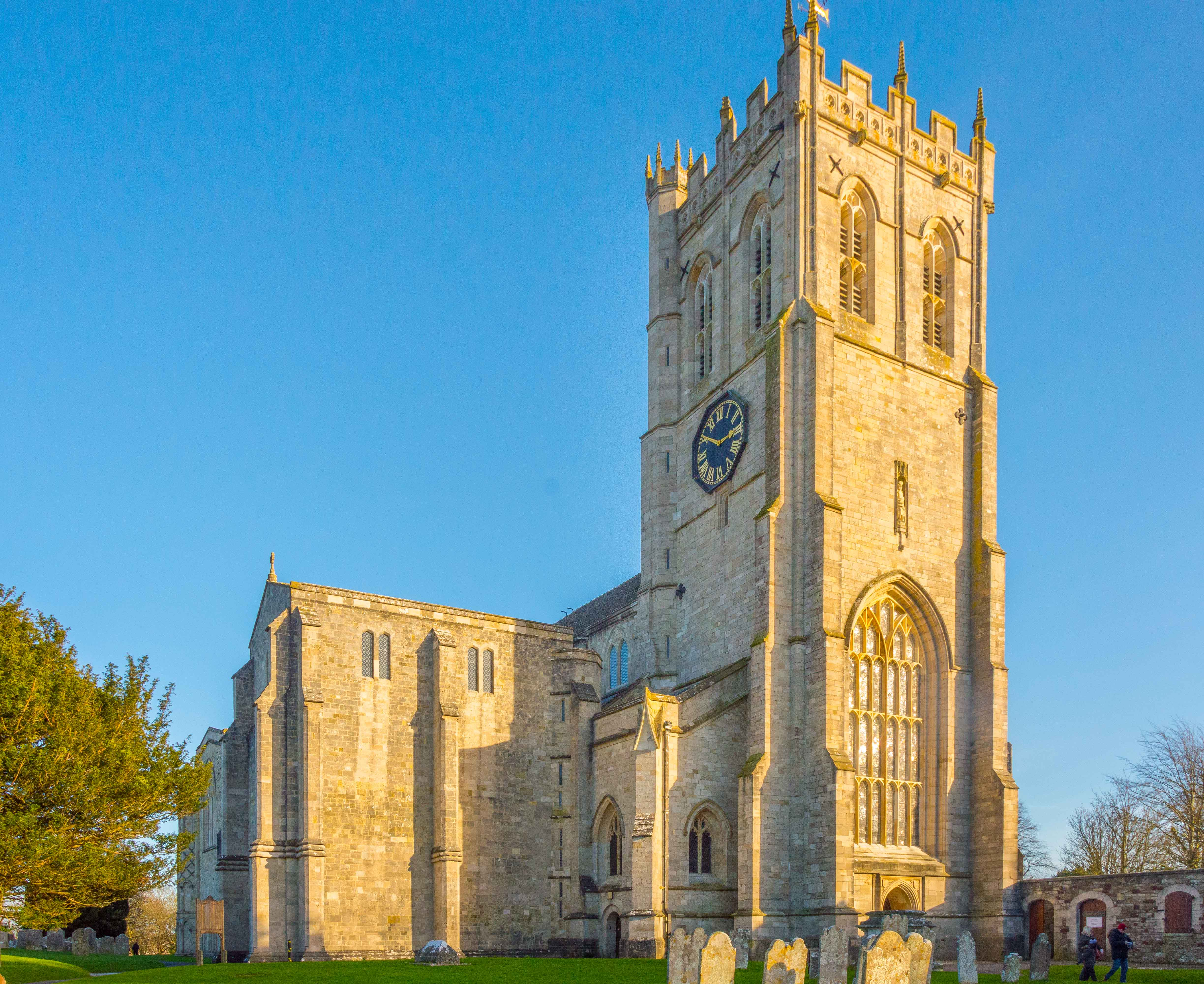
Priorato de Christchurch
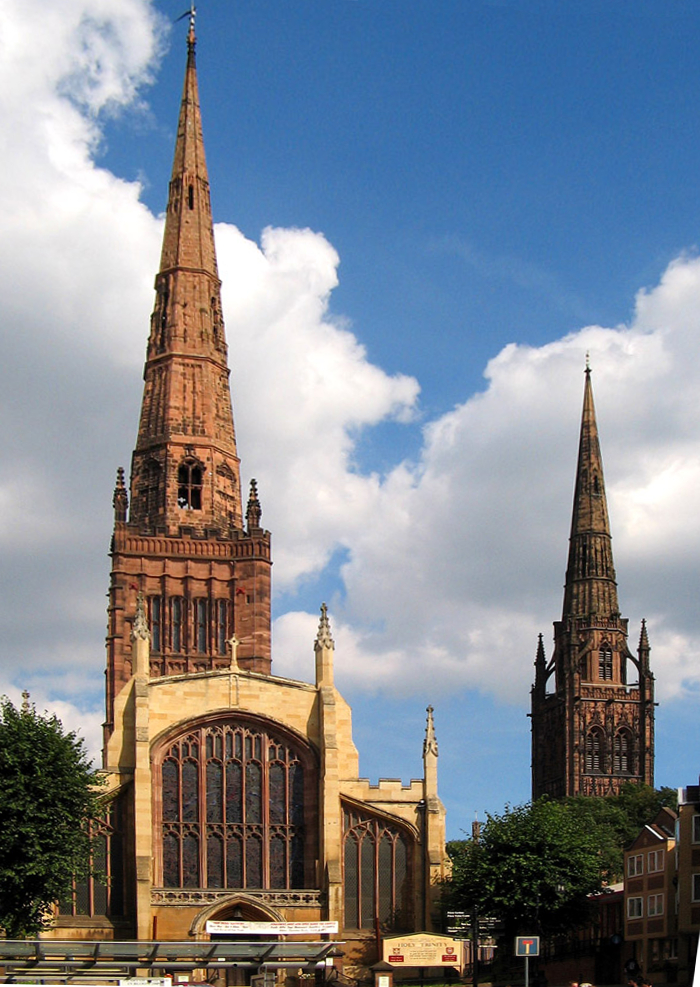
Iglesia de la Santísima Trinidad, Coventry
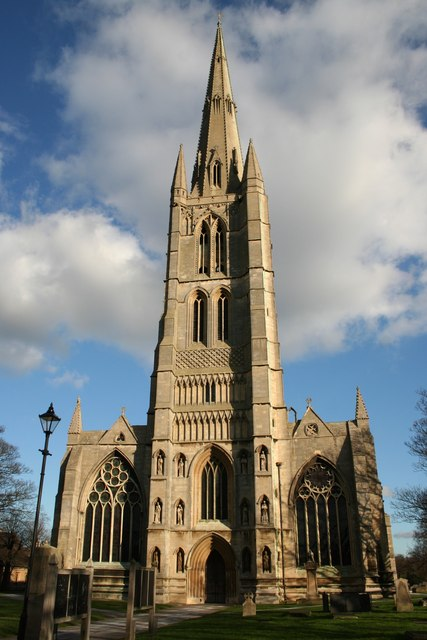
Iglesia de St Wulfram, Grantham
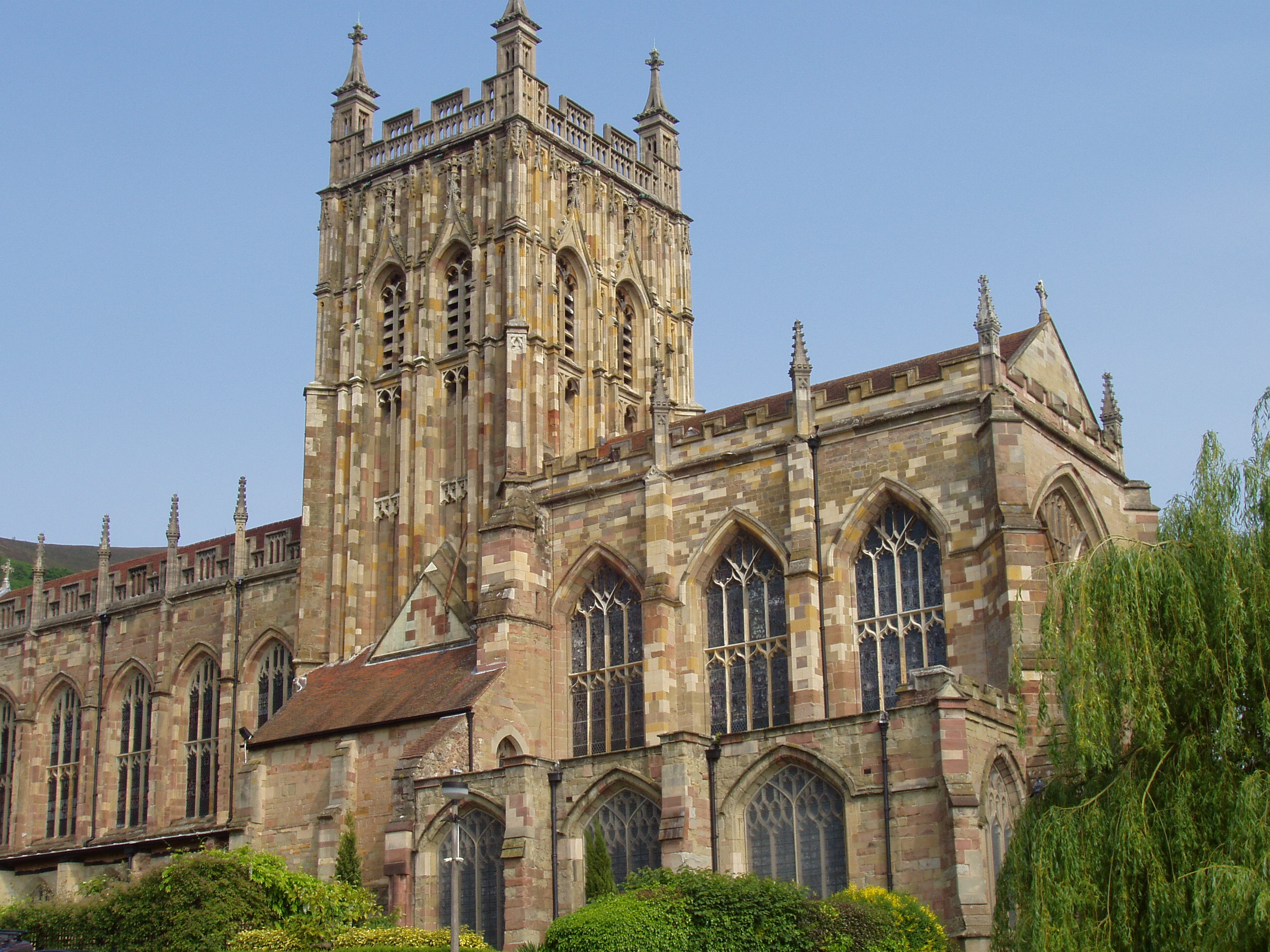
Priorato Great Malvern
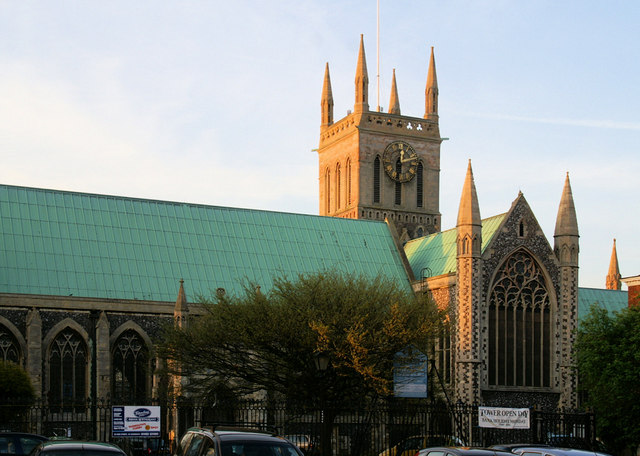
Great Yarmouth Minster
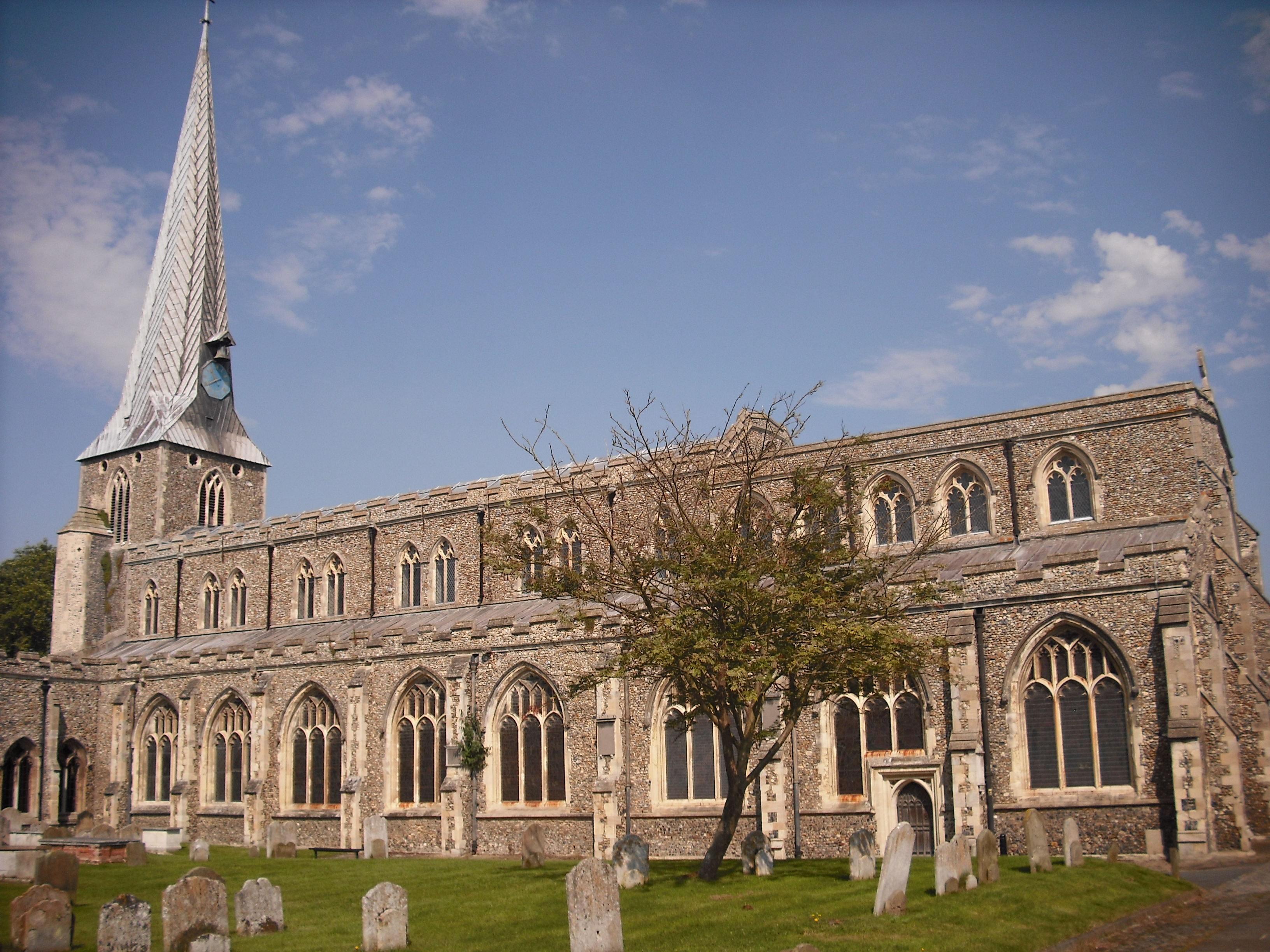
Iglesia de Santa María, Hadleigh
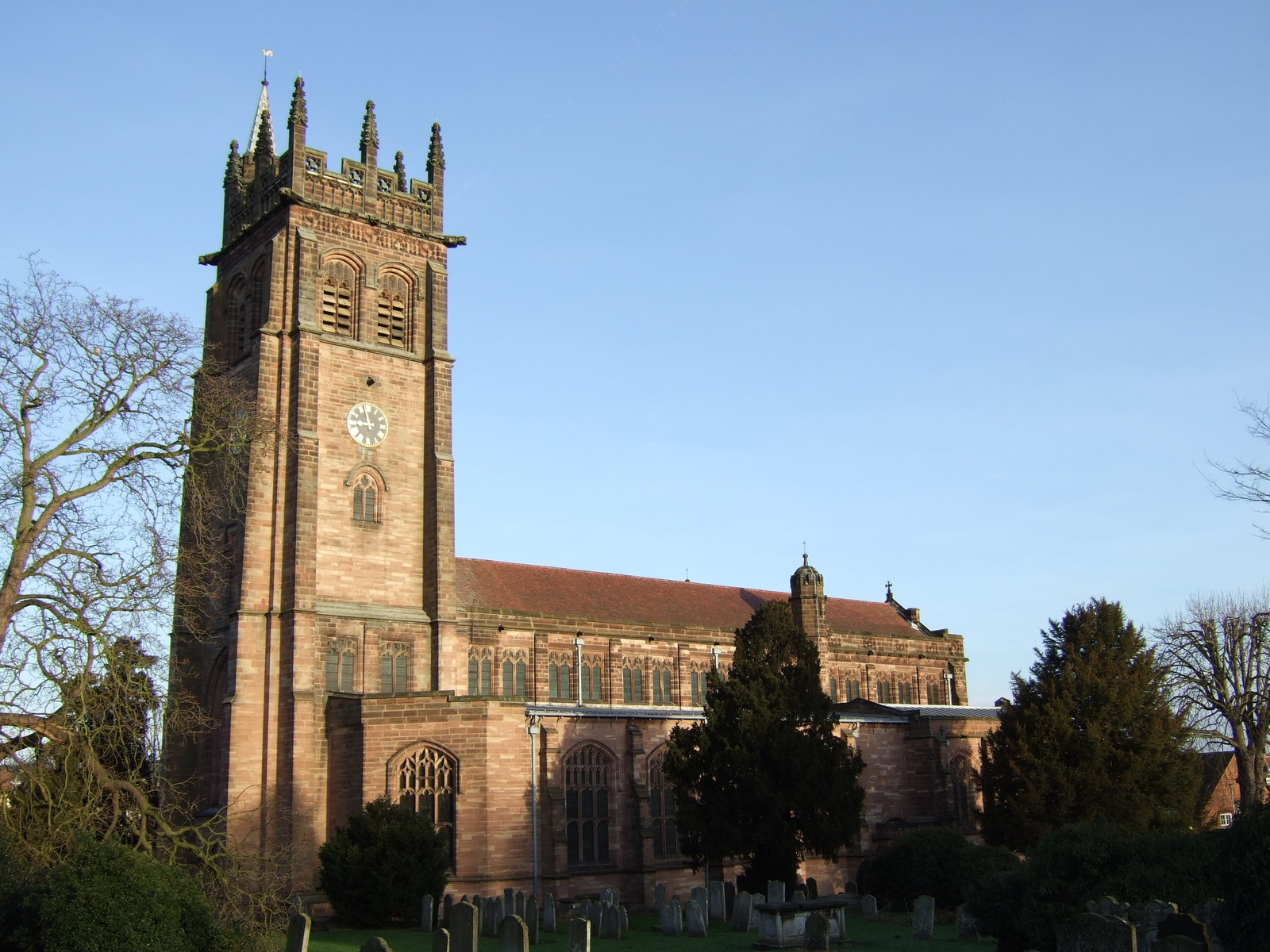
Iglesia de Todos los Santos, Hertford
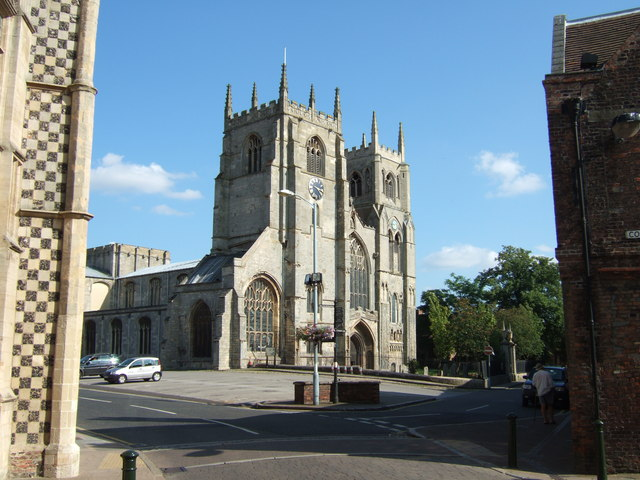
King's Lynn Minster
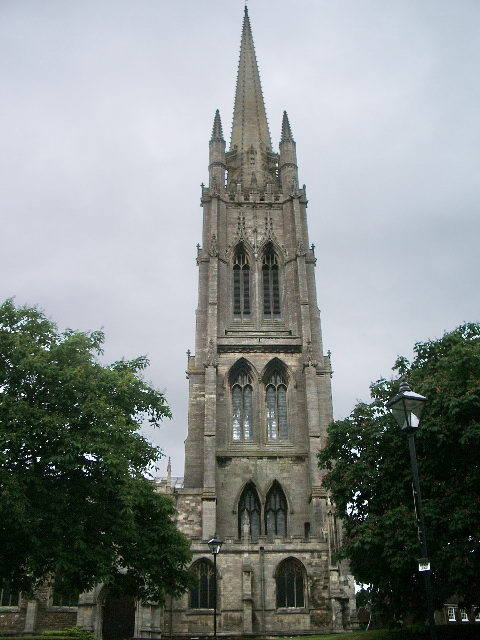
Iglesia de Santiago, Louth
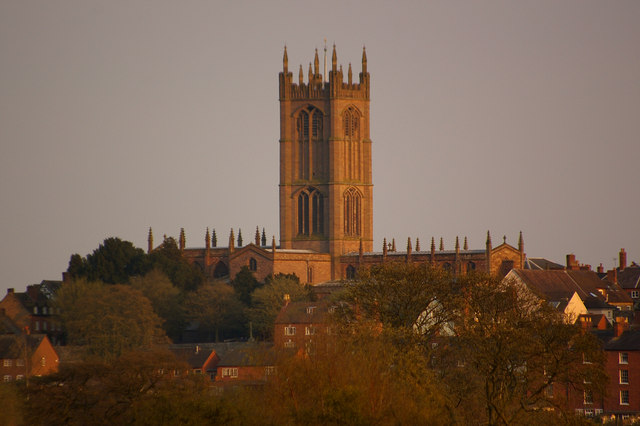
Iglesia de San Lorenzo, Ludlow
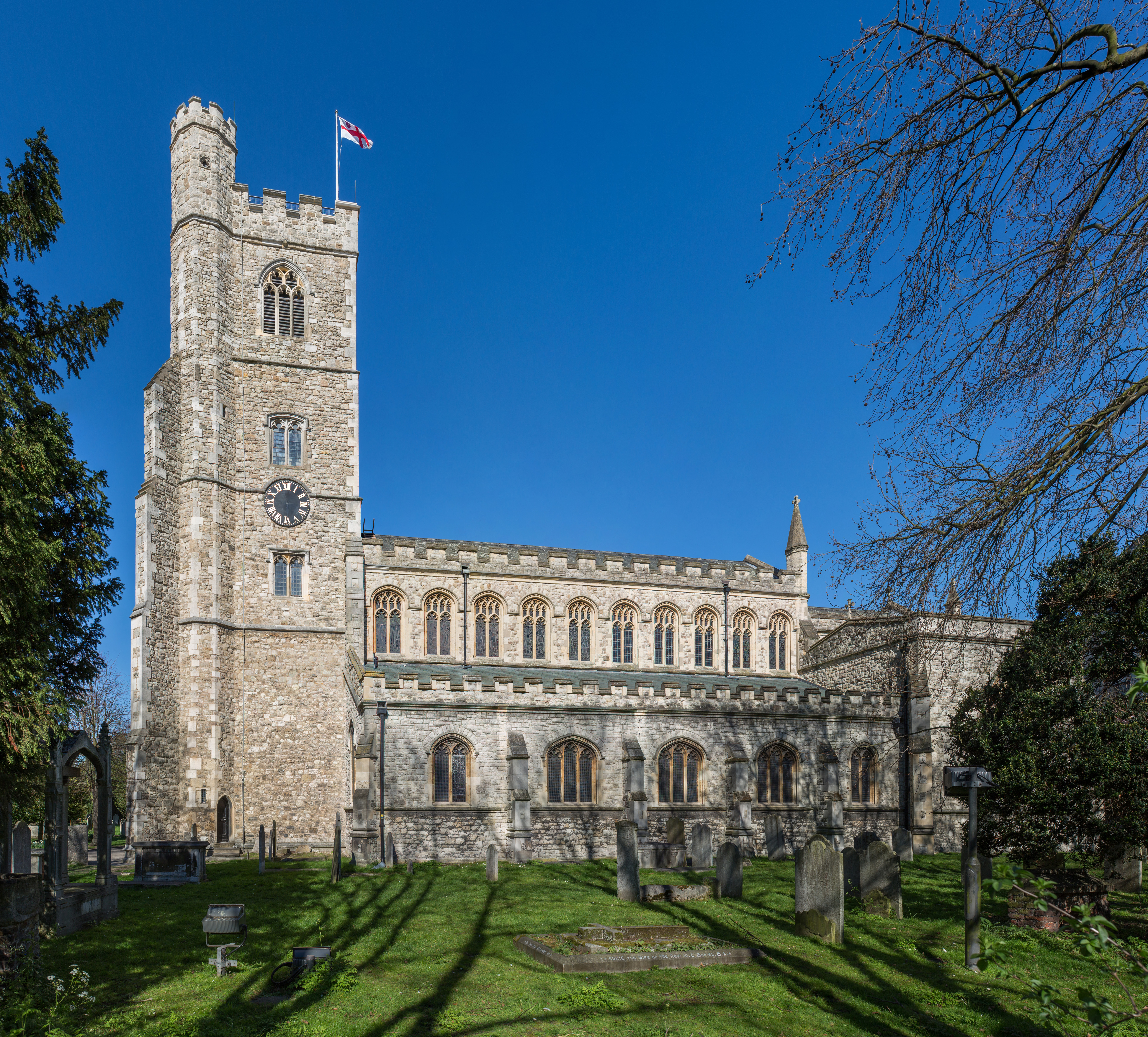
Iglesia de Todos los Santos, Fulham, Londres
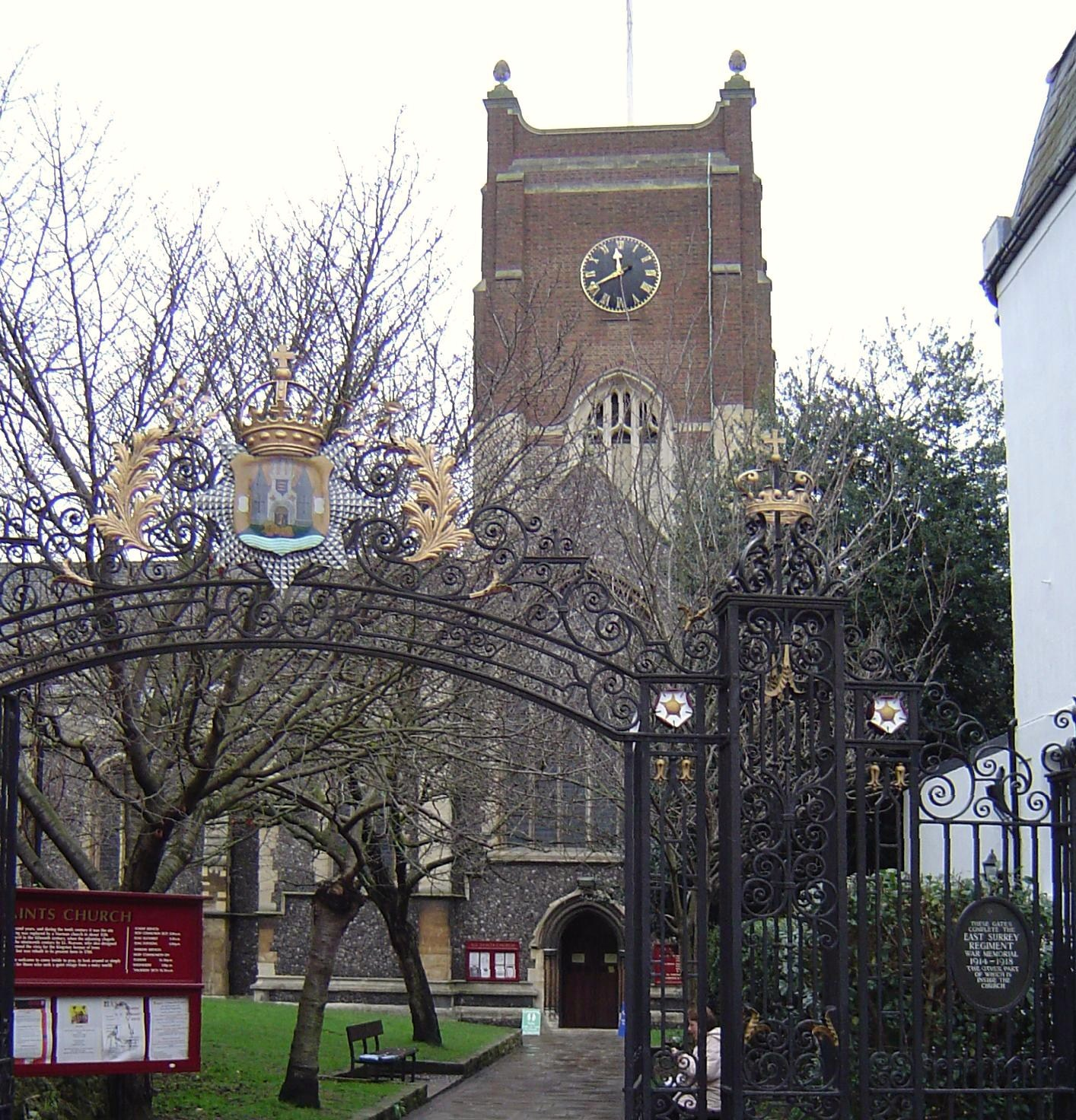
Iglesia de Todos los Santos, Kingston upon Thames, Londres
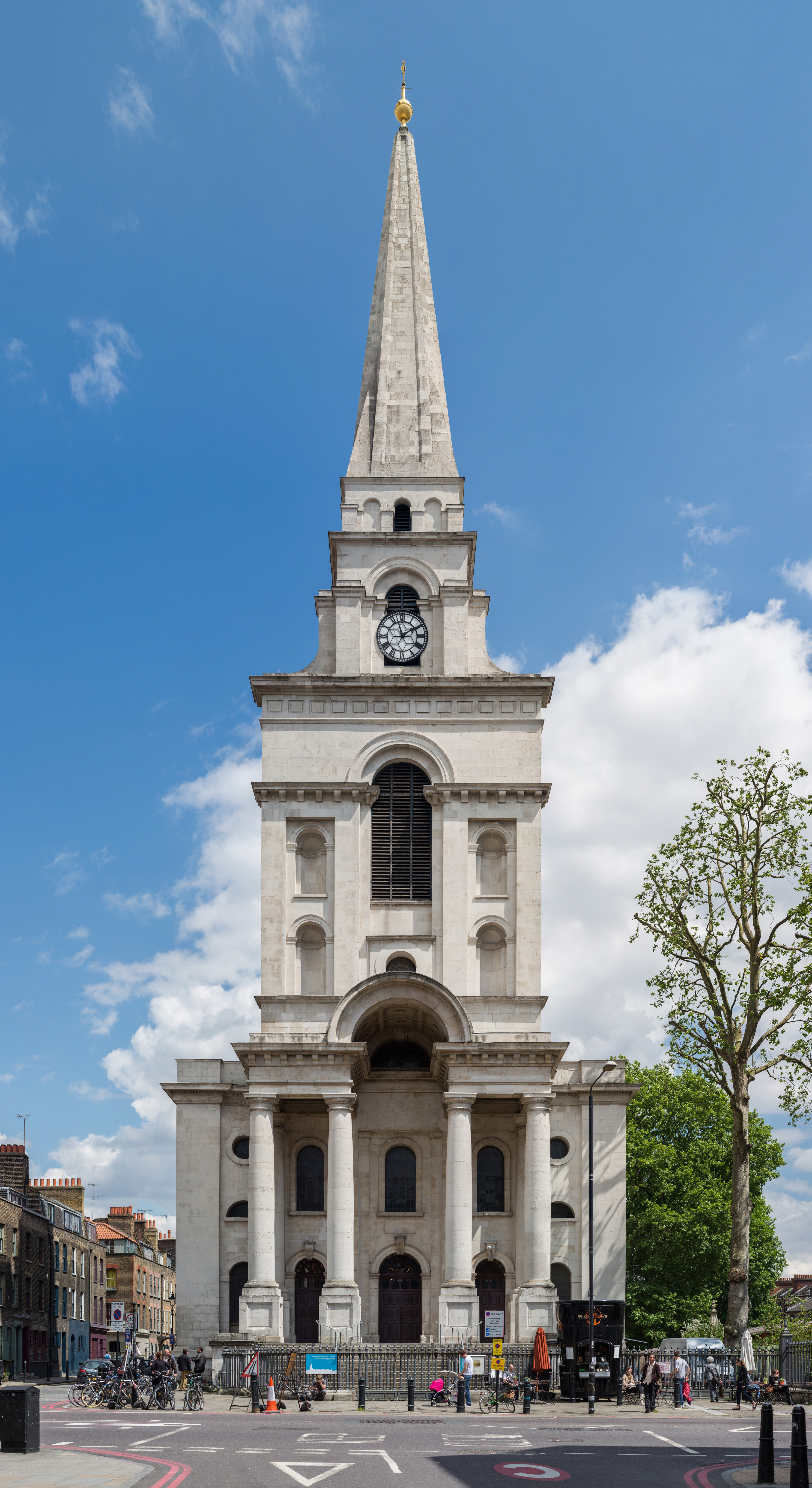
Iglesia de Cristo, Spitalfields, Londres
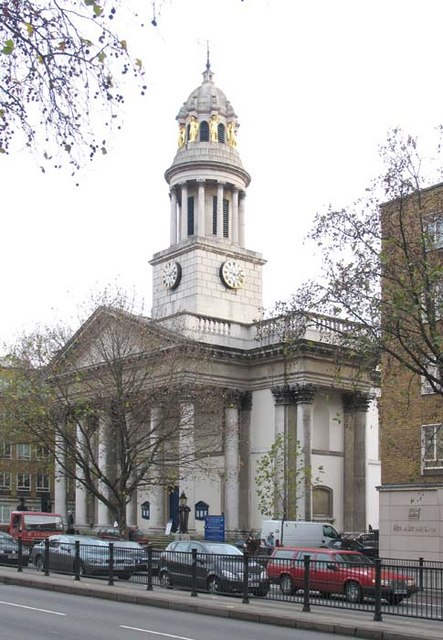
Iglesia parroquial de St Marylebone, Londres
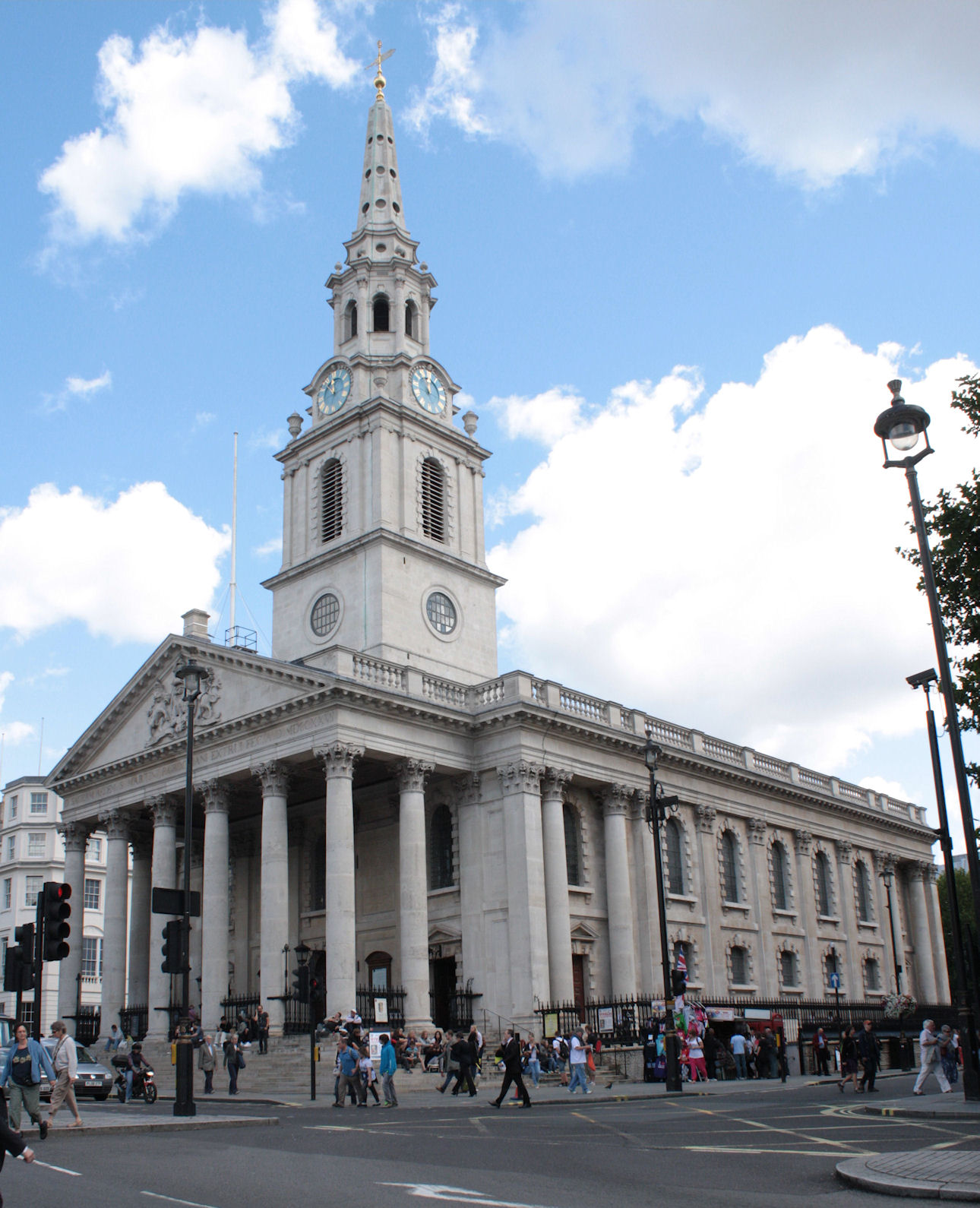
St Martin-in-the-Fields, Londres
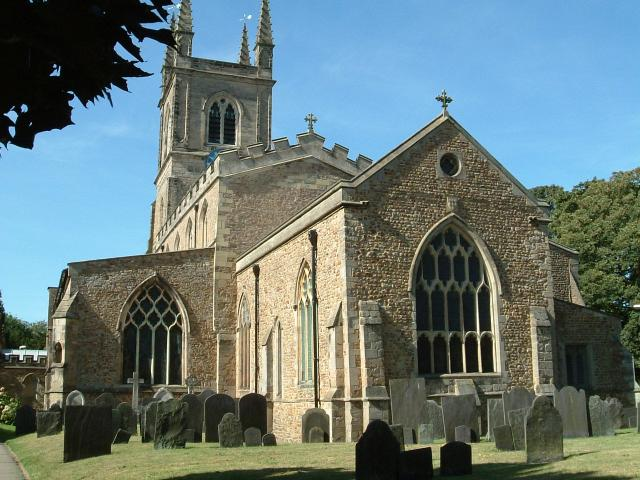
Iglesia de Santa María, Lutterworth
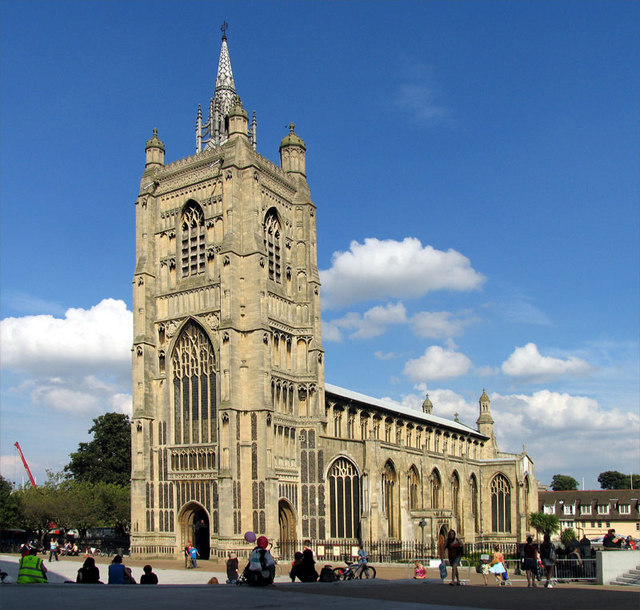
Iglesia de San Pedro, Mancroft, Norwich
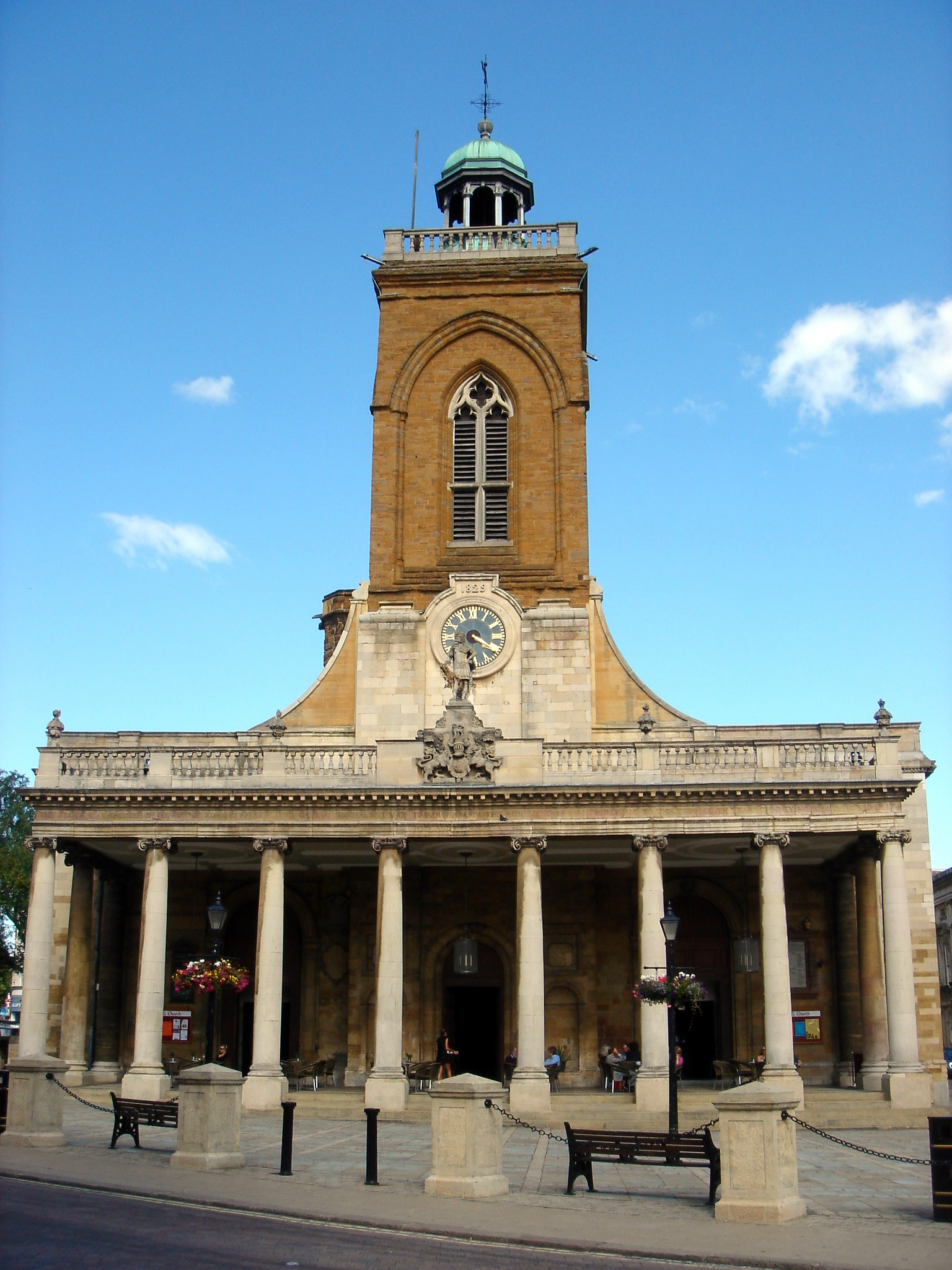
Iglesia de Todos los Santos, Northampton
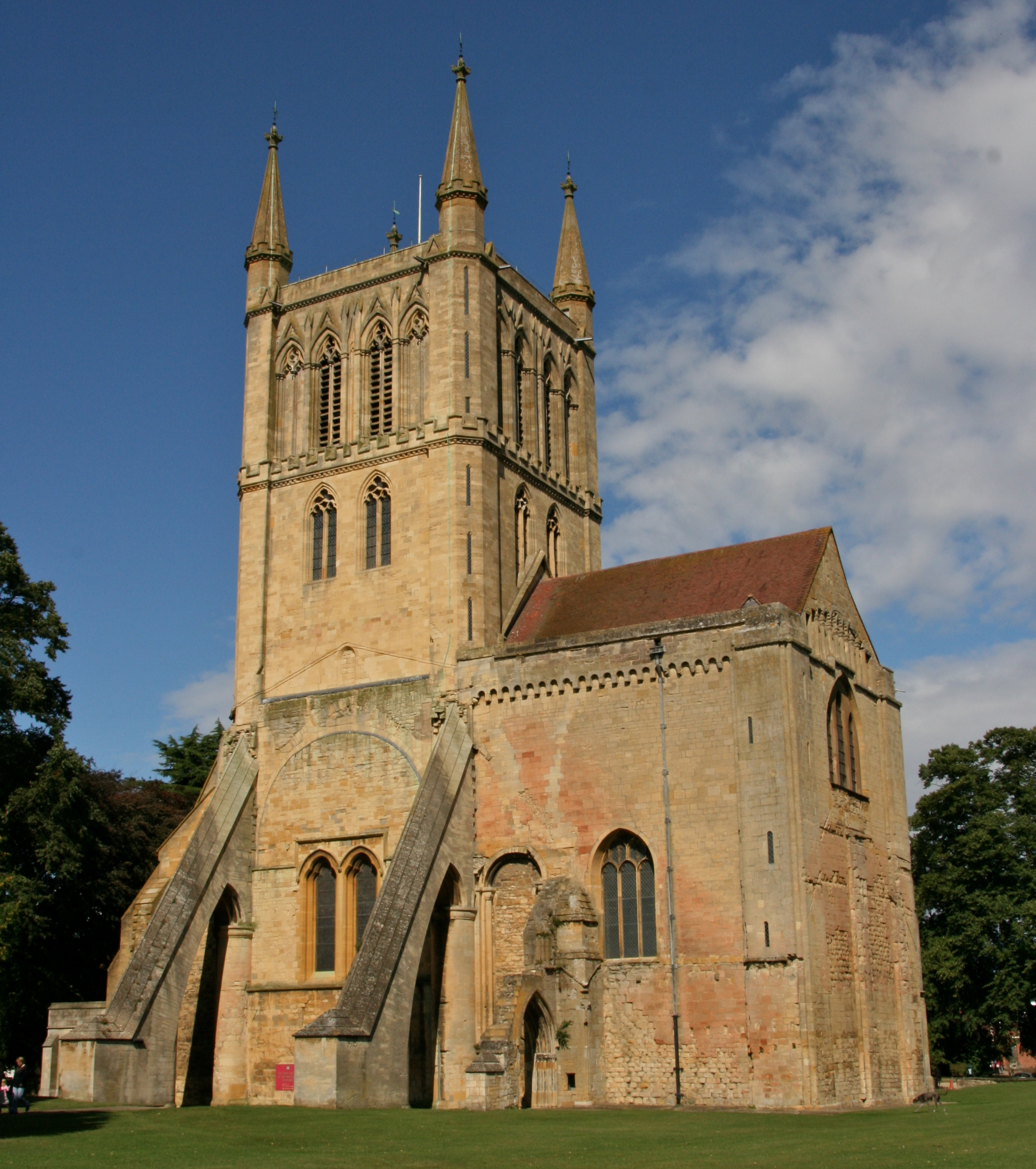
Abadía de Pershore
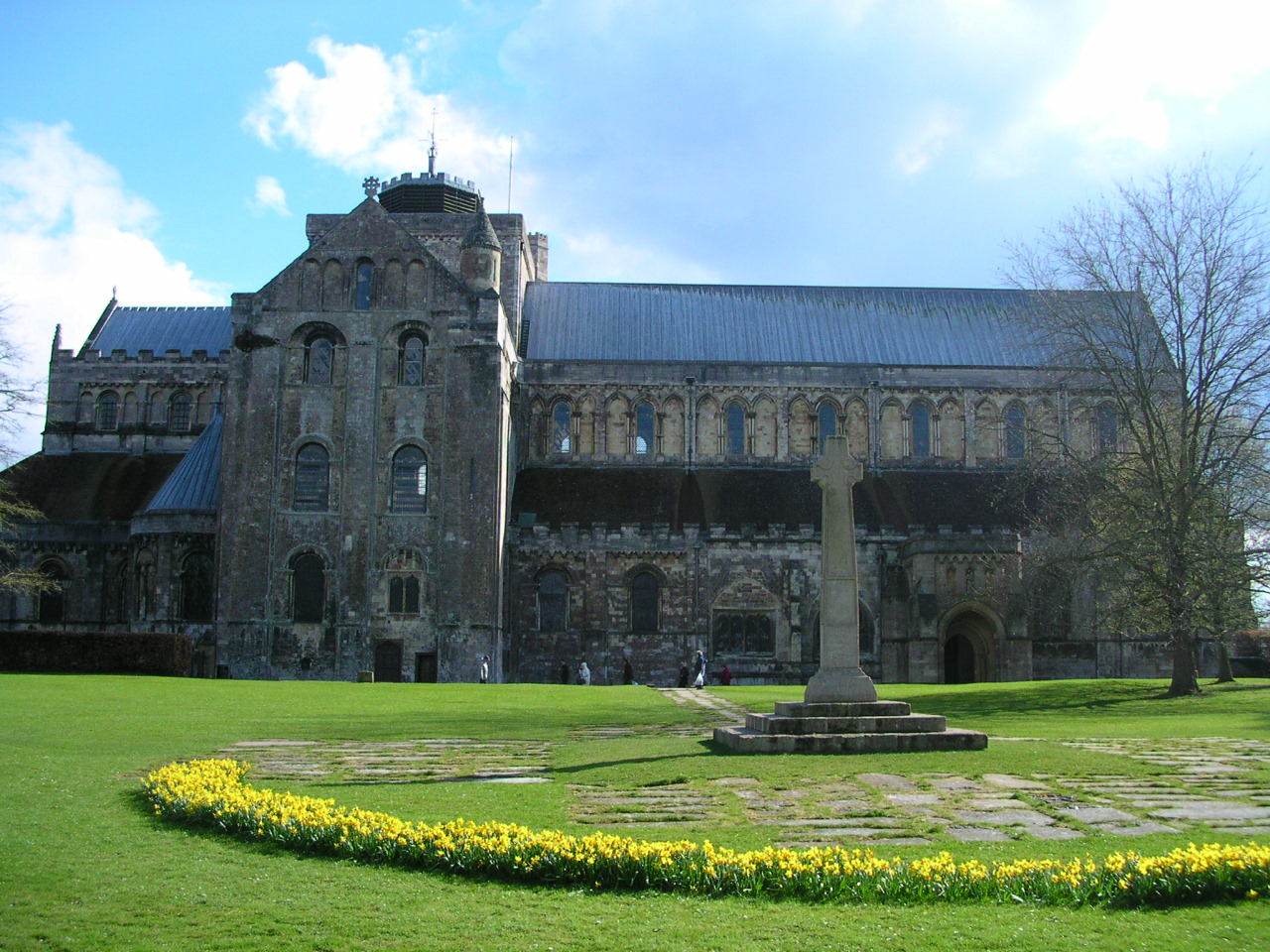
Abadía de Romsey
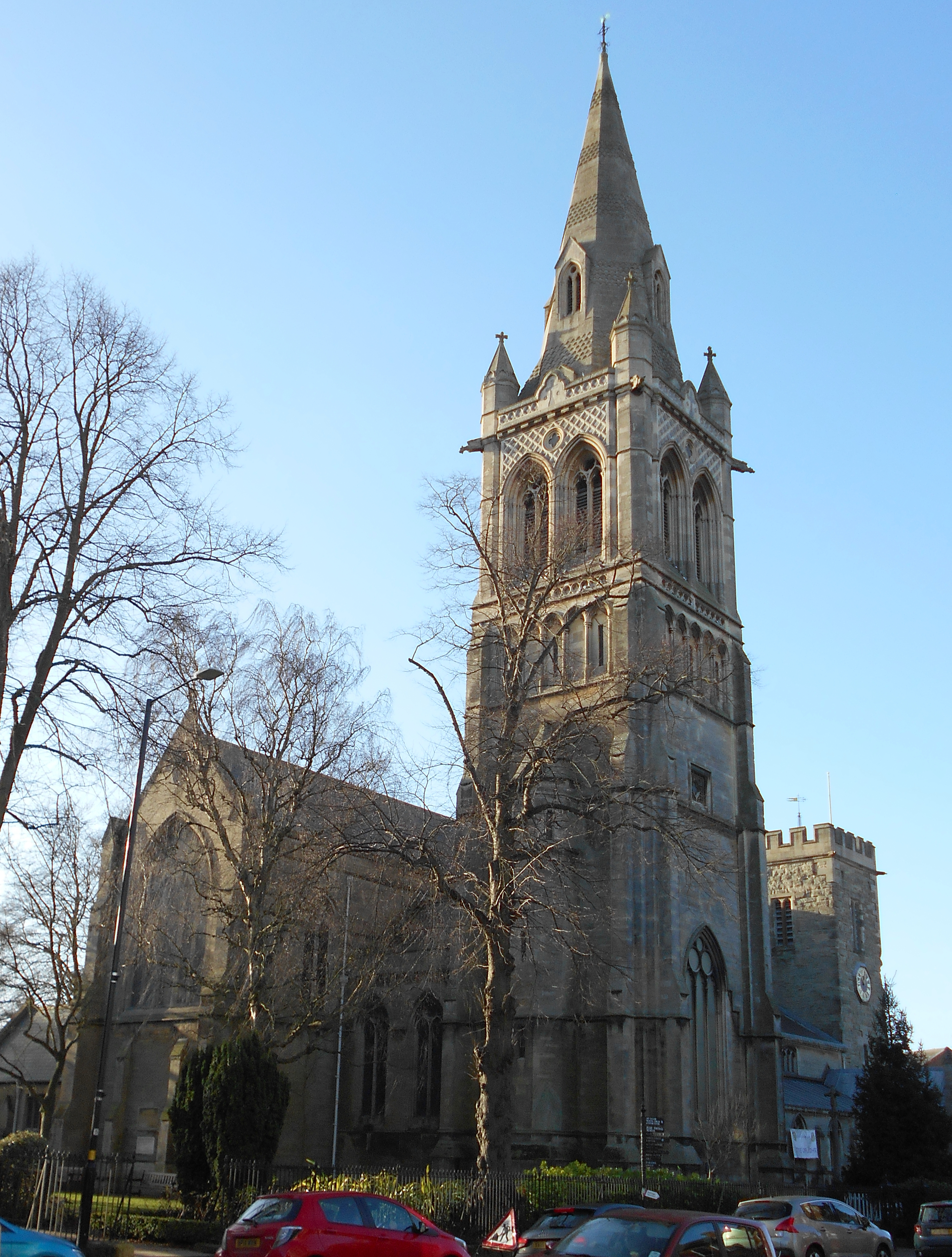
Iglesia de San Andrés, Rugby
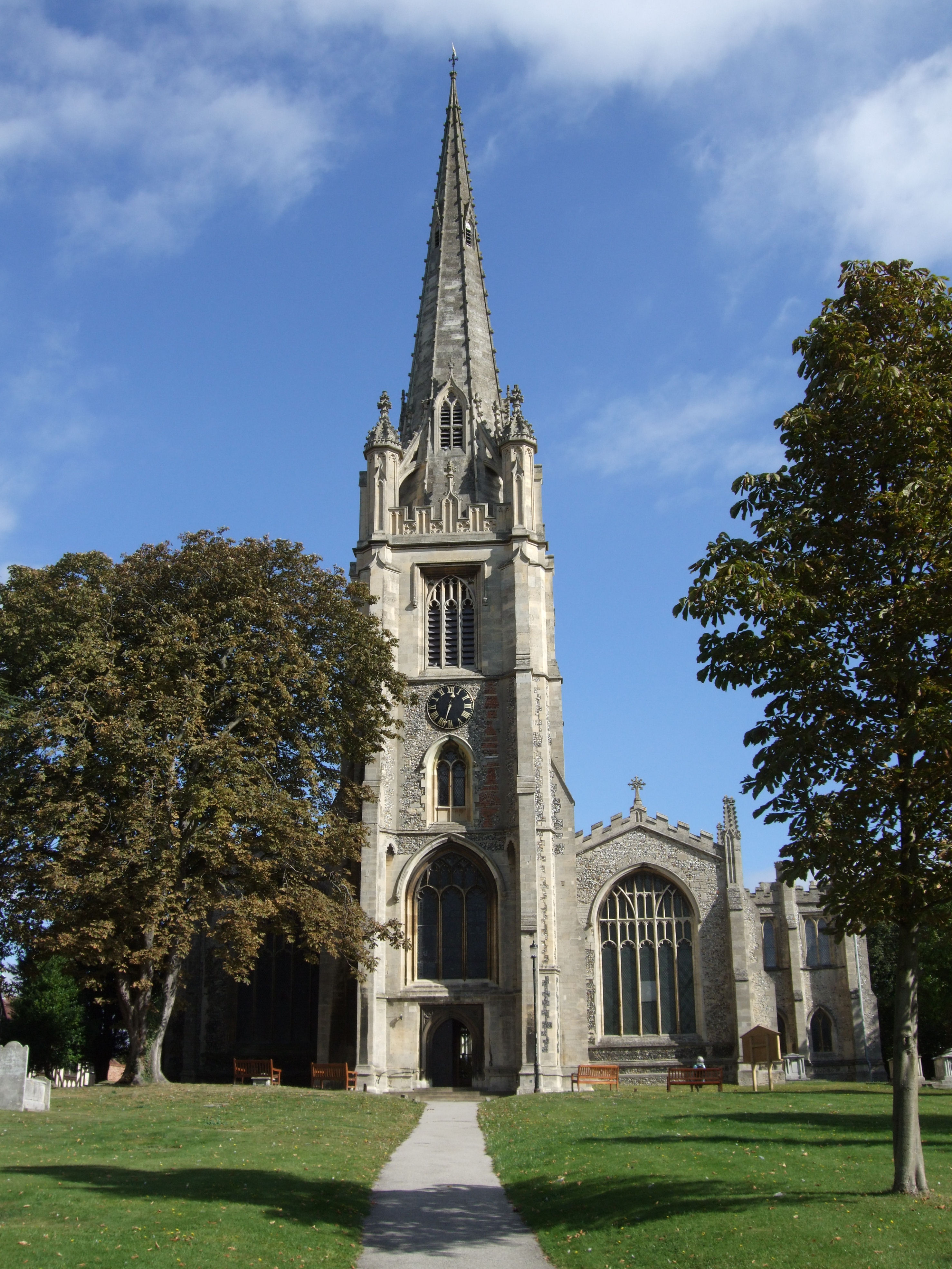
Iglesia de Santa María la Virgen, Saffron Walden
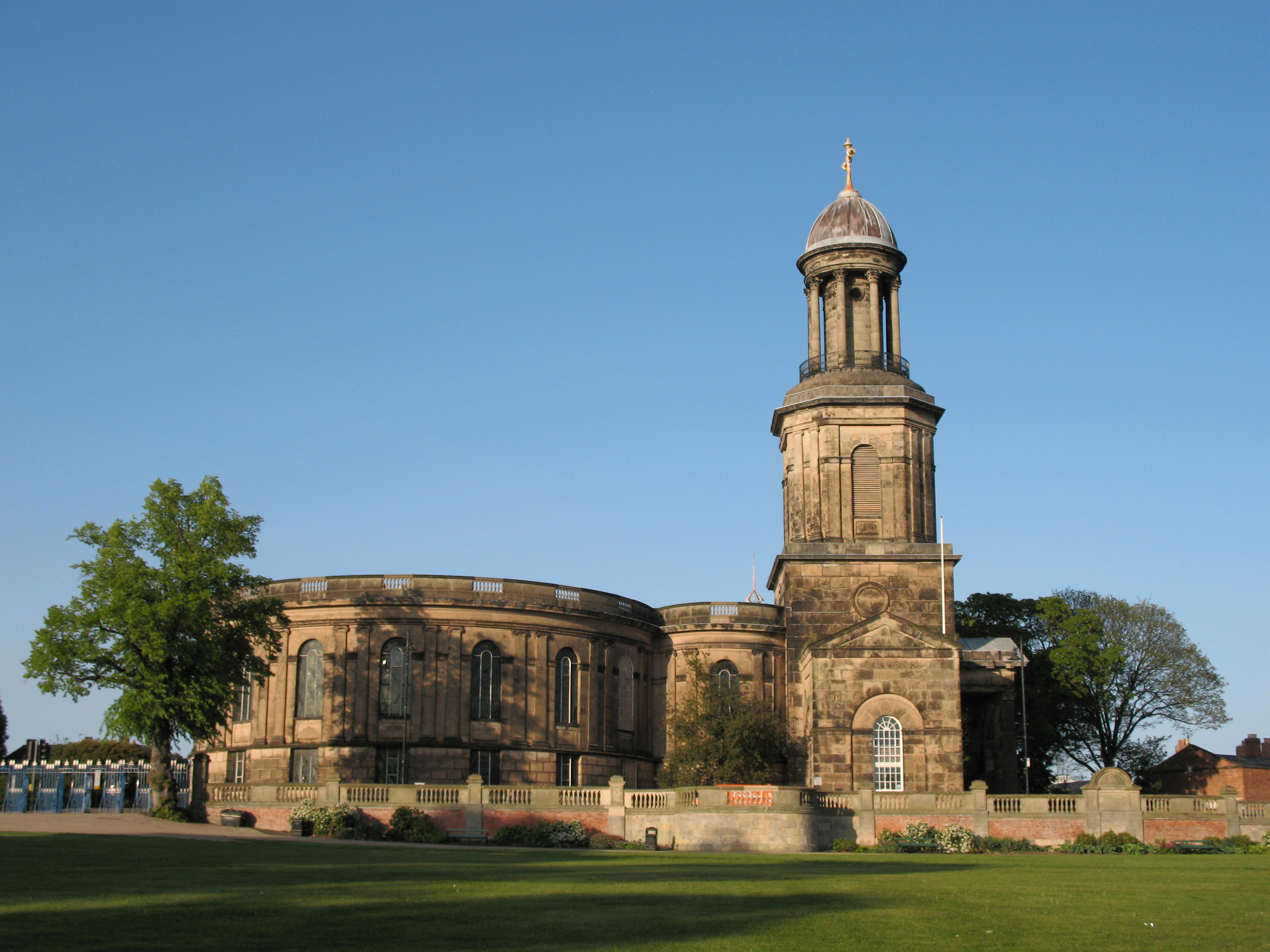
Iglesia de St Chad, Shrewsbury
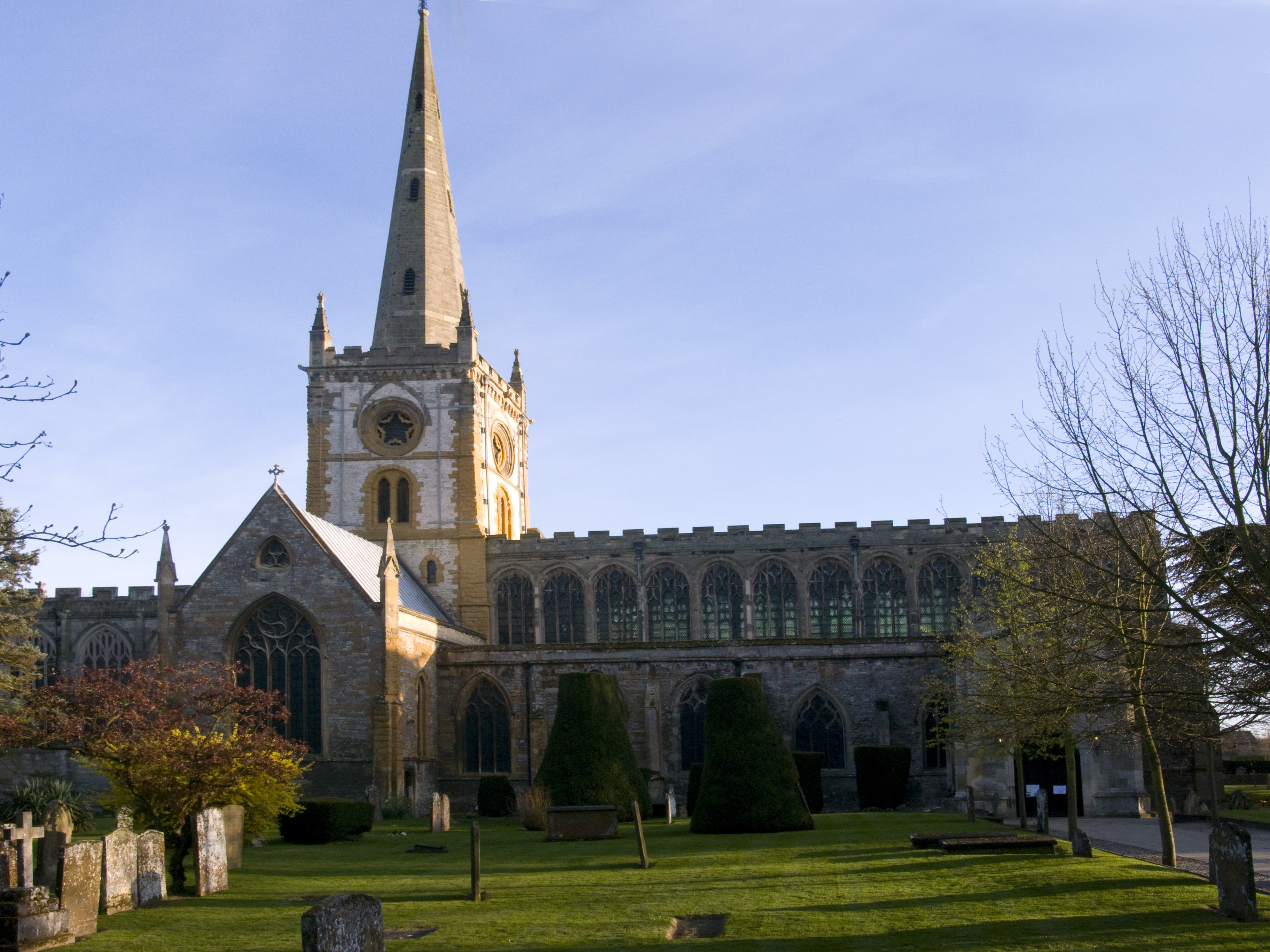
Iglesia de la Santísima Trinidad de Stratford-upon-Avon
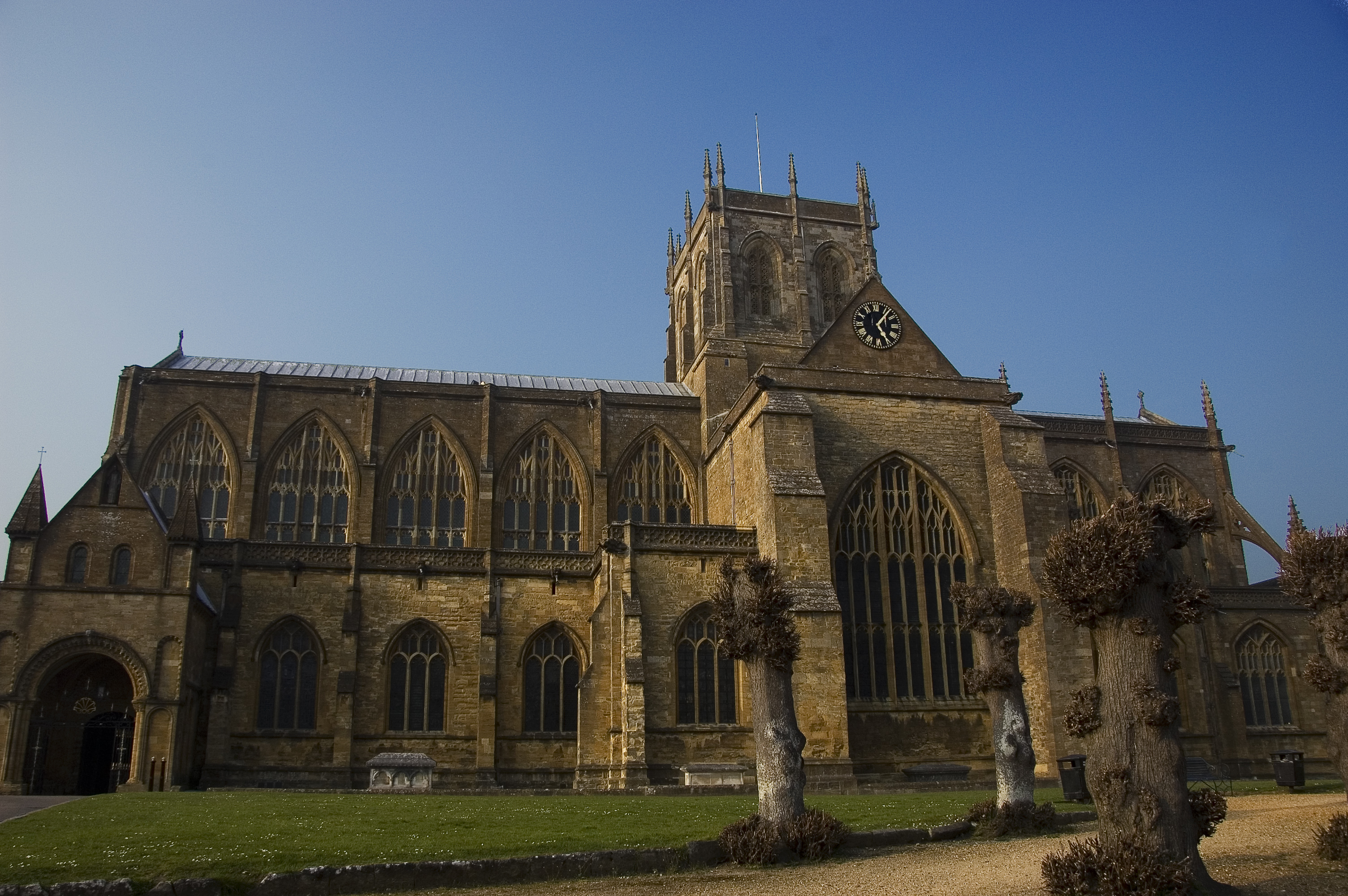
Abadía de Sherborne
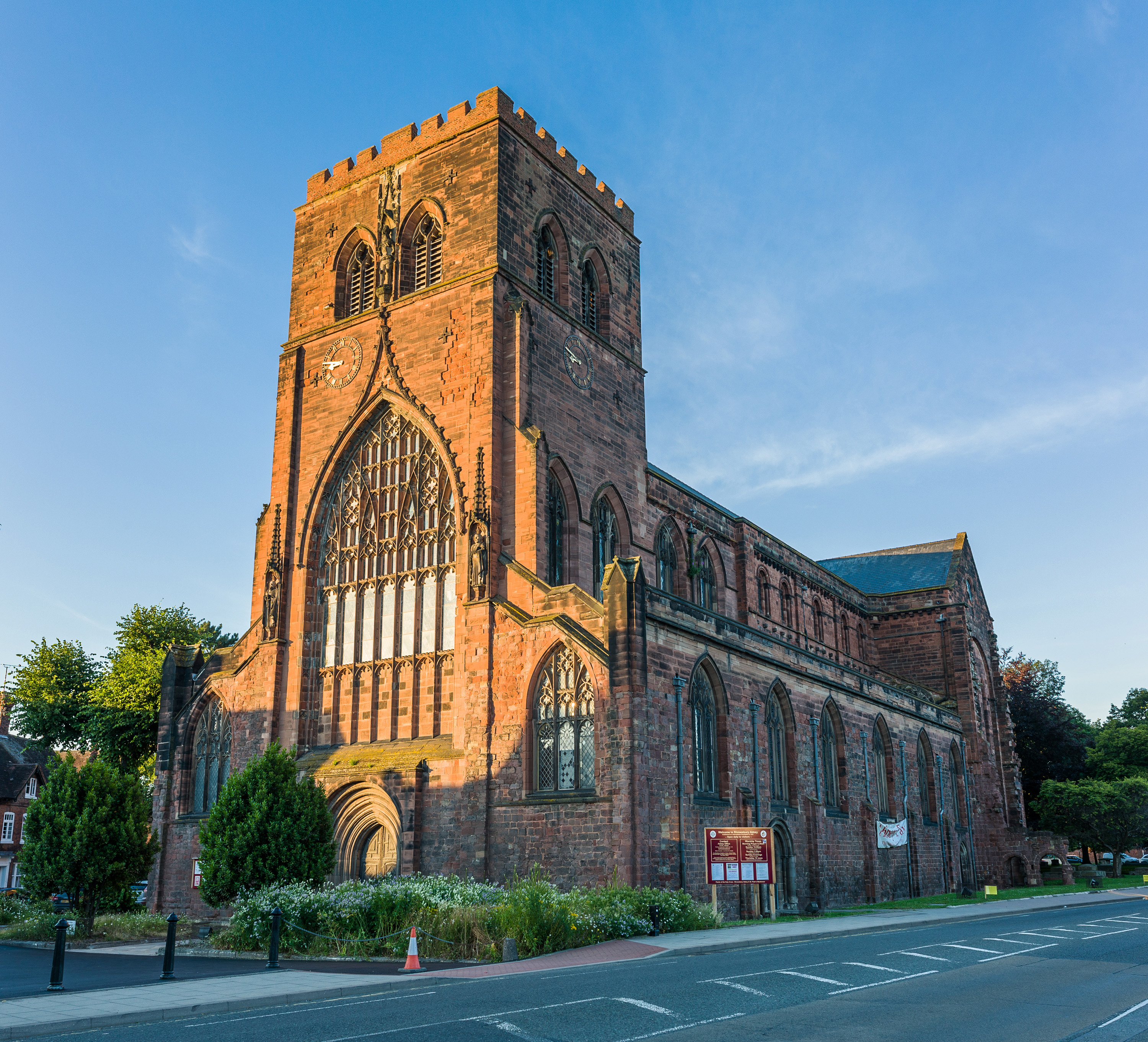
Abadía de Shrewsbury
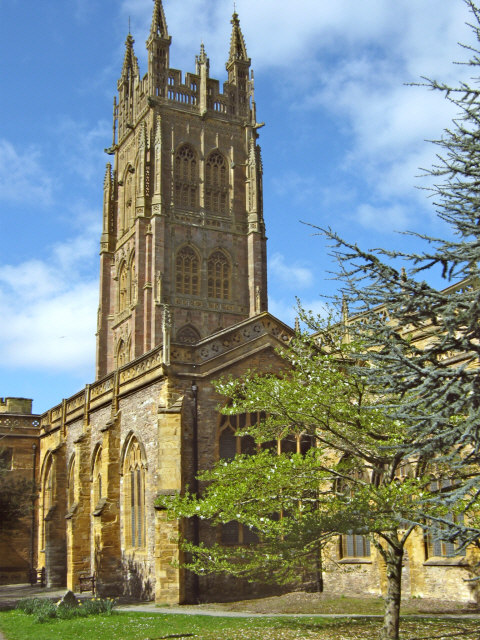
Iglesia de Santa María Magdalena, Taunton
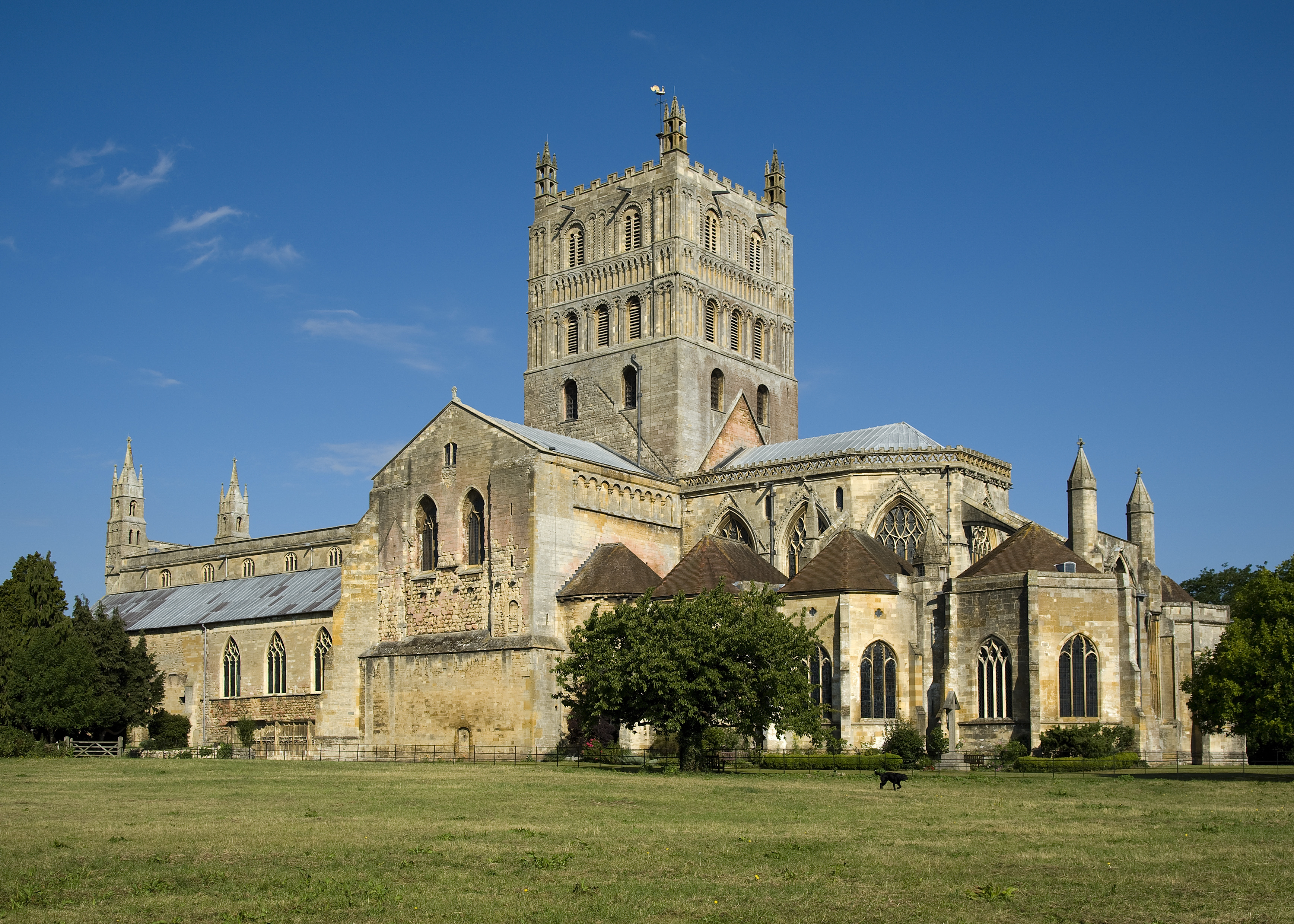
Abadía de Tewkesbury
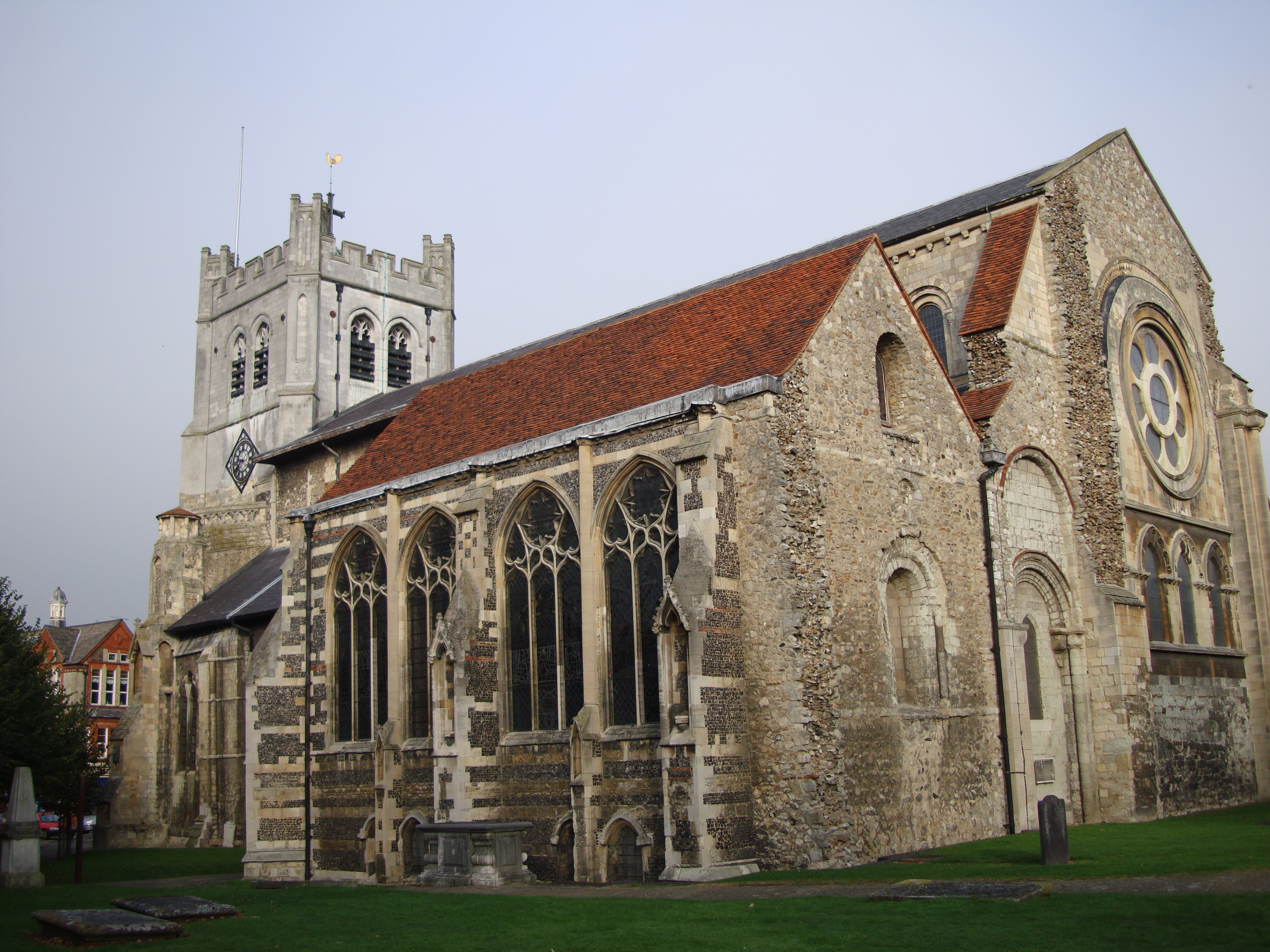
Iglesia abacial de Waltham
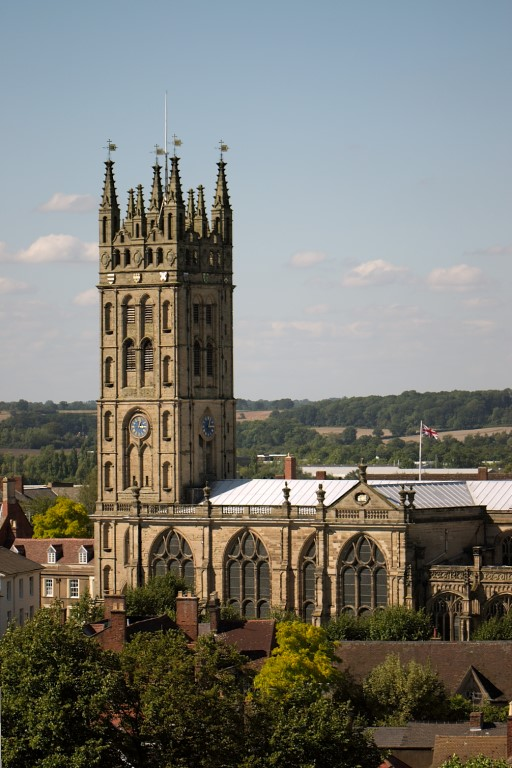
Iglesia colegiata de Santa María, Warwick
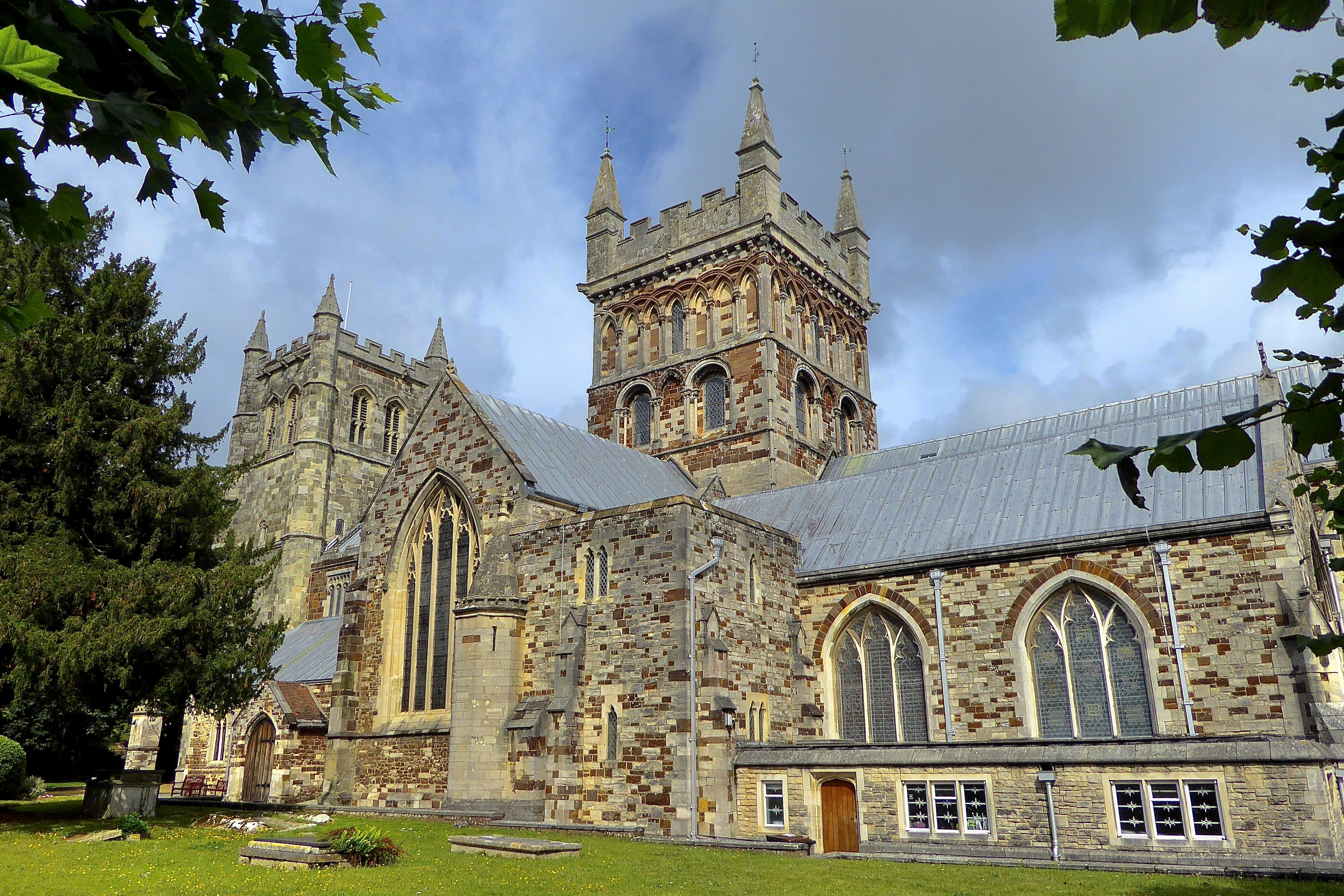
Wimborne Minster
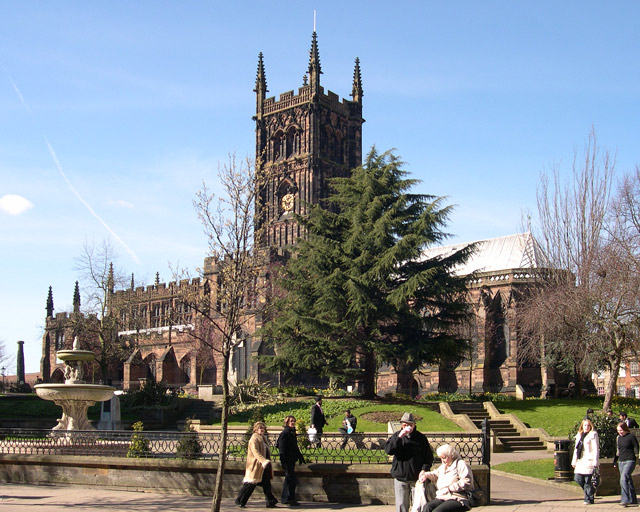
Iglesia colegiata de San Pedro, Wolverhampton

Grandes iglesia de la provincia de York
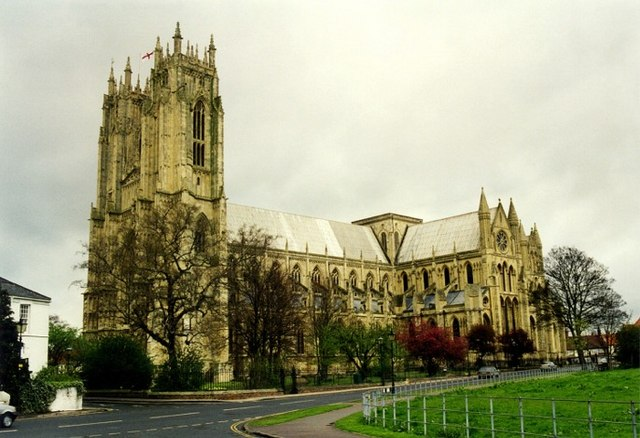
Beverley Minster
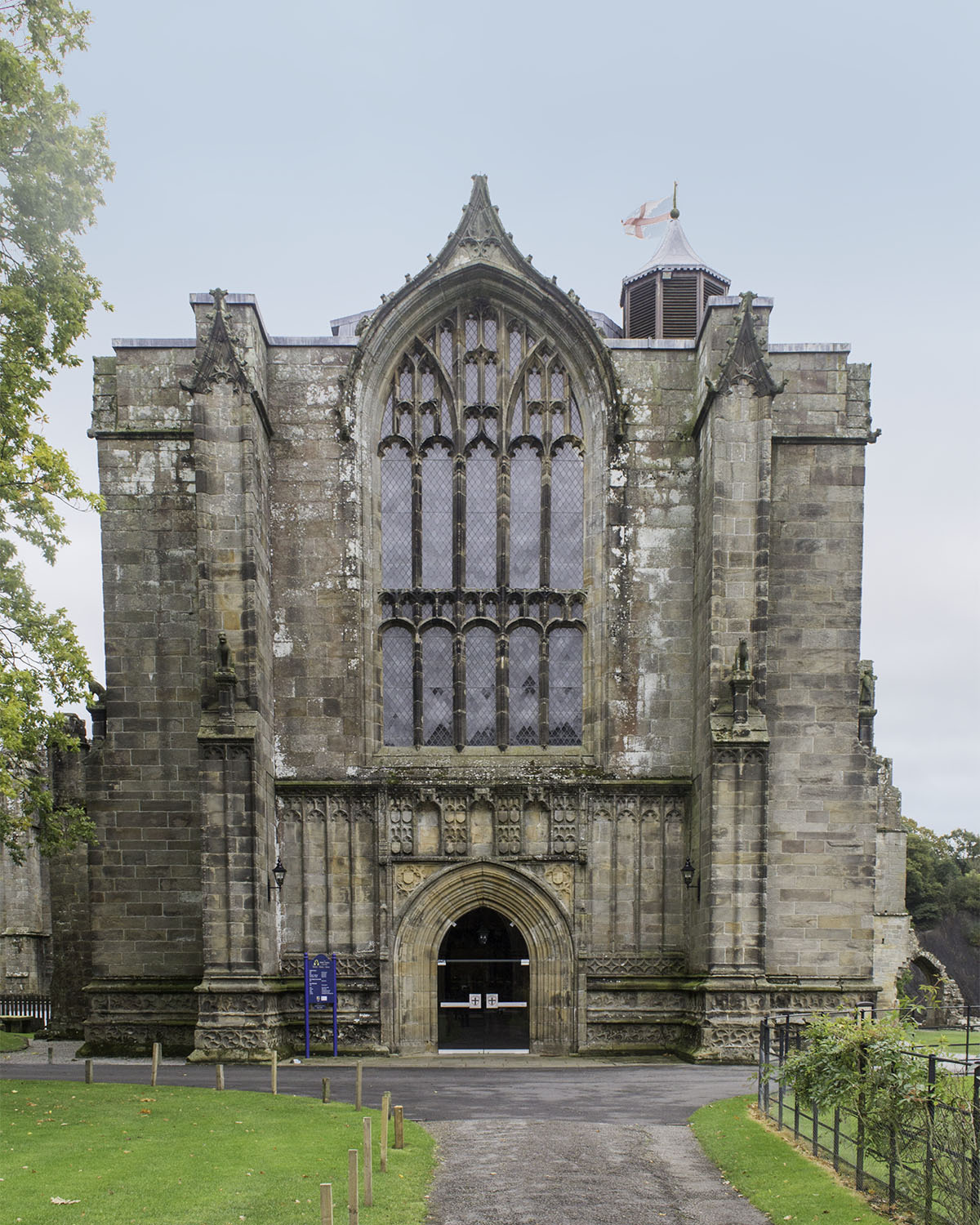
Priorato de Bolton
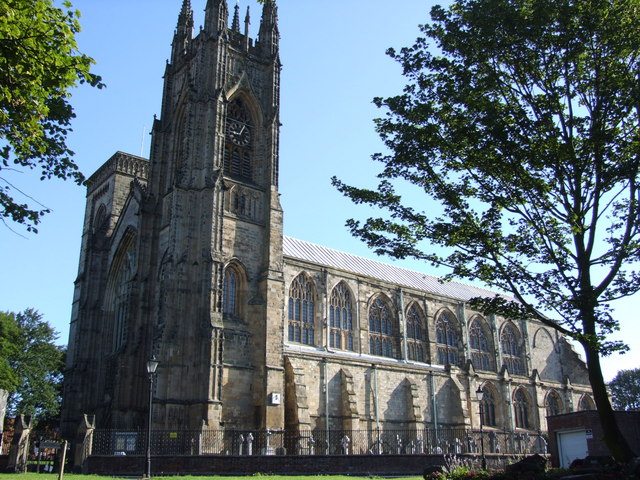
Priorato de Bridlington
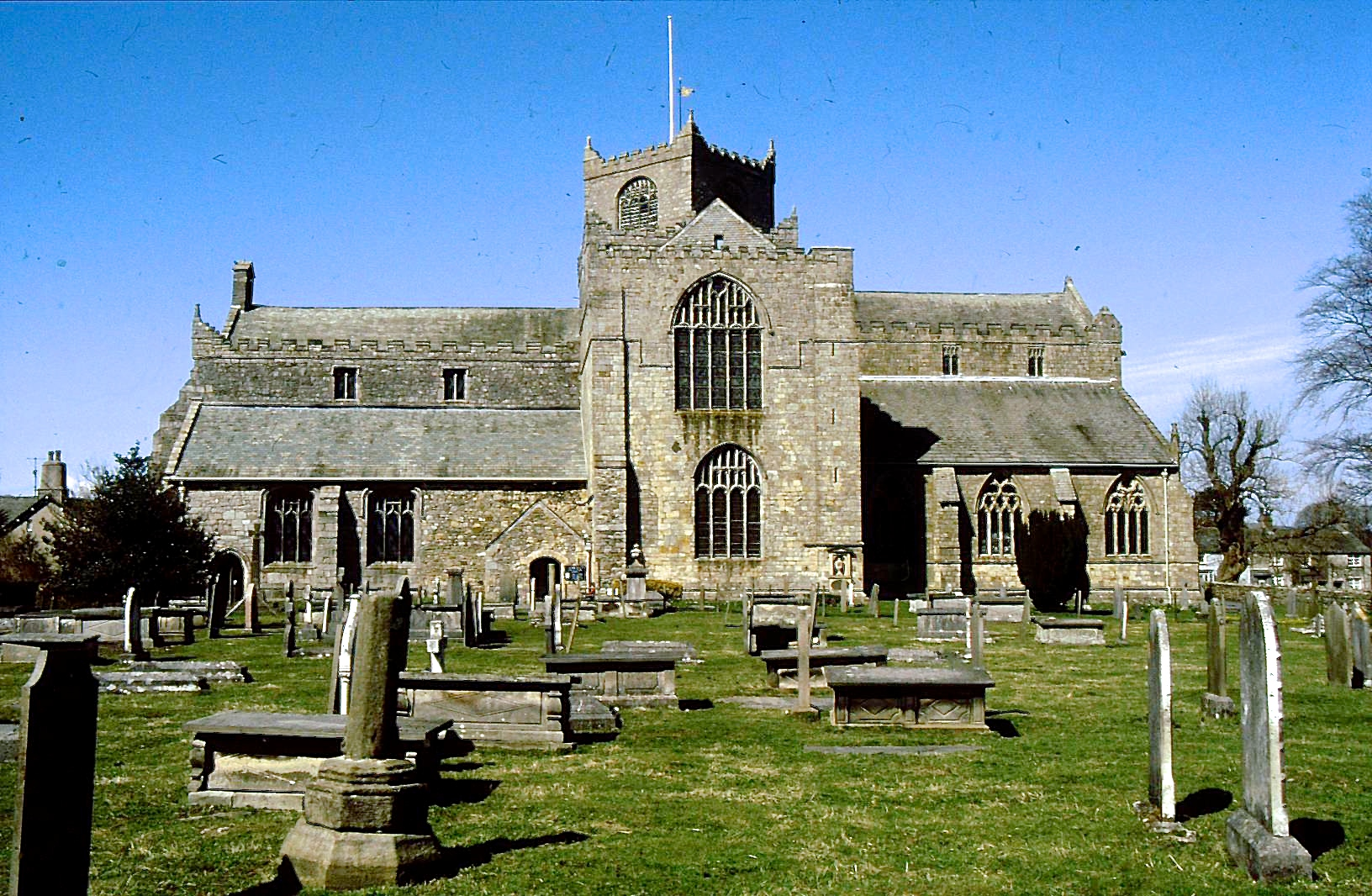
Priorato de Cartmel
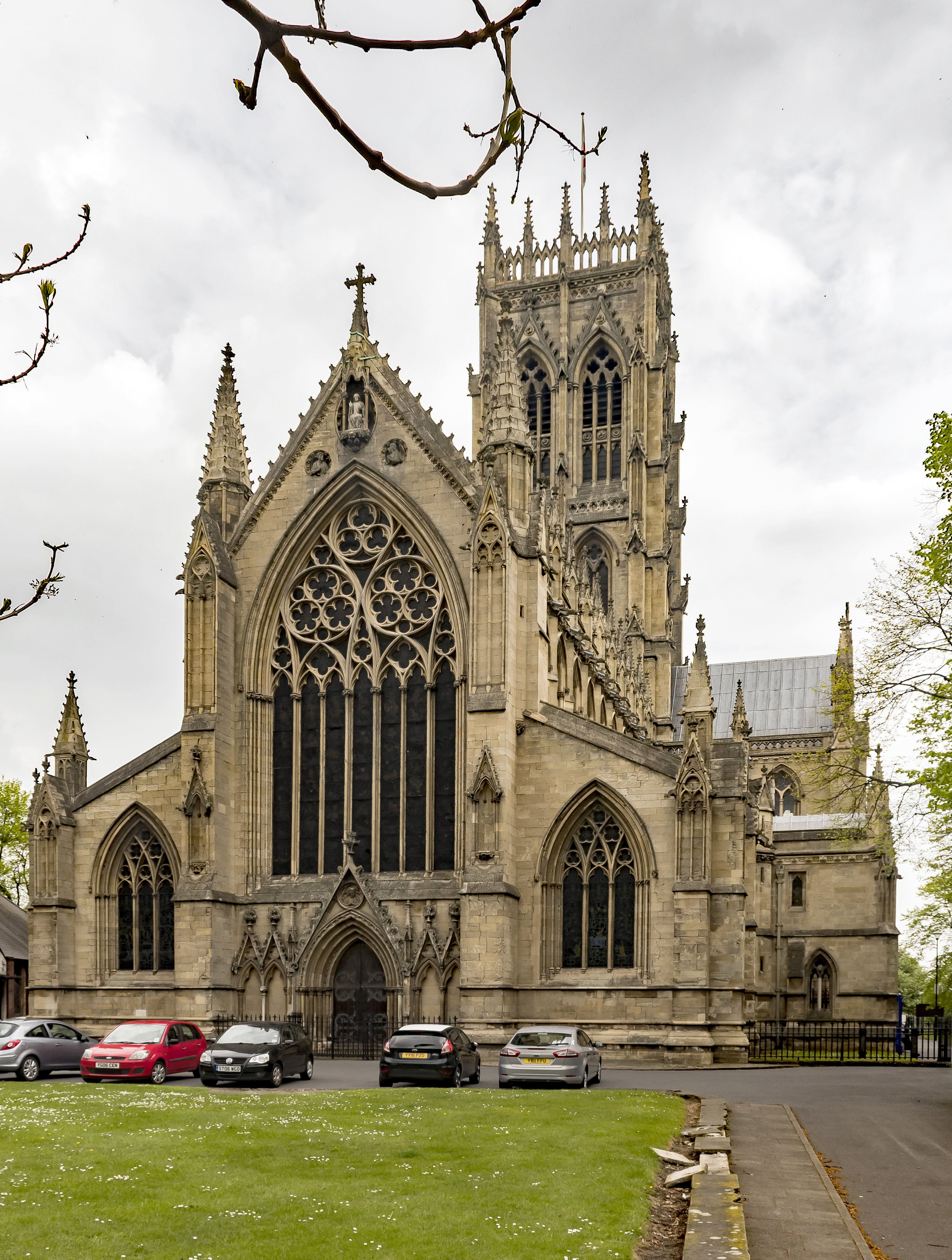
St George's Minster, Doncaster
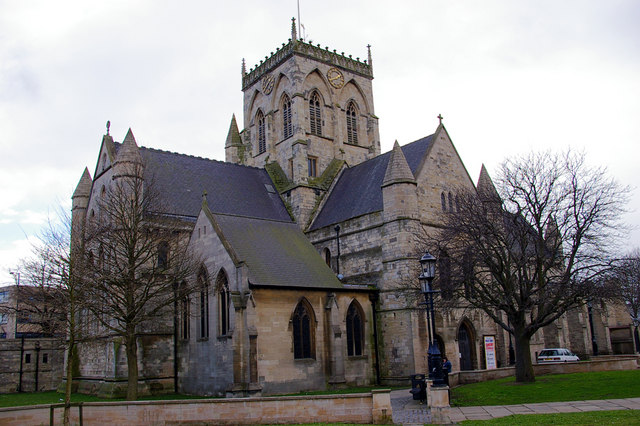
Grimsby Minster
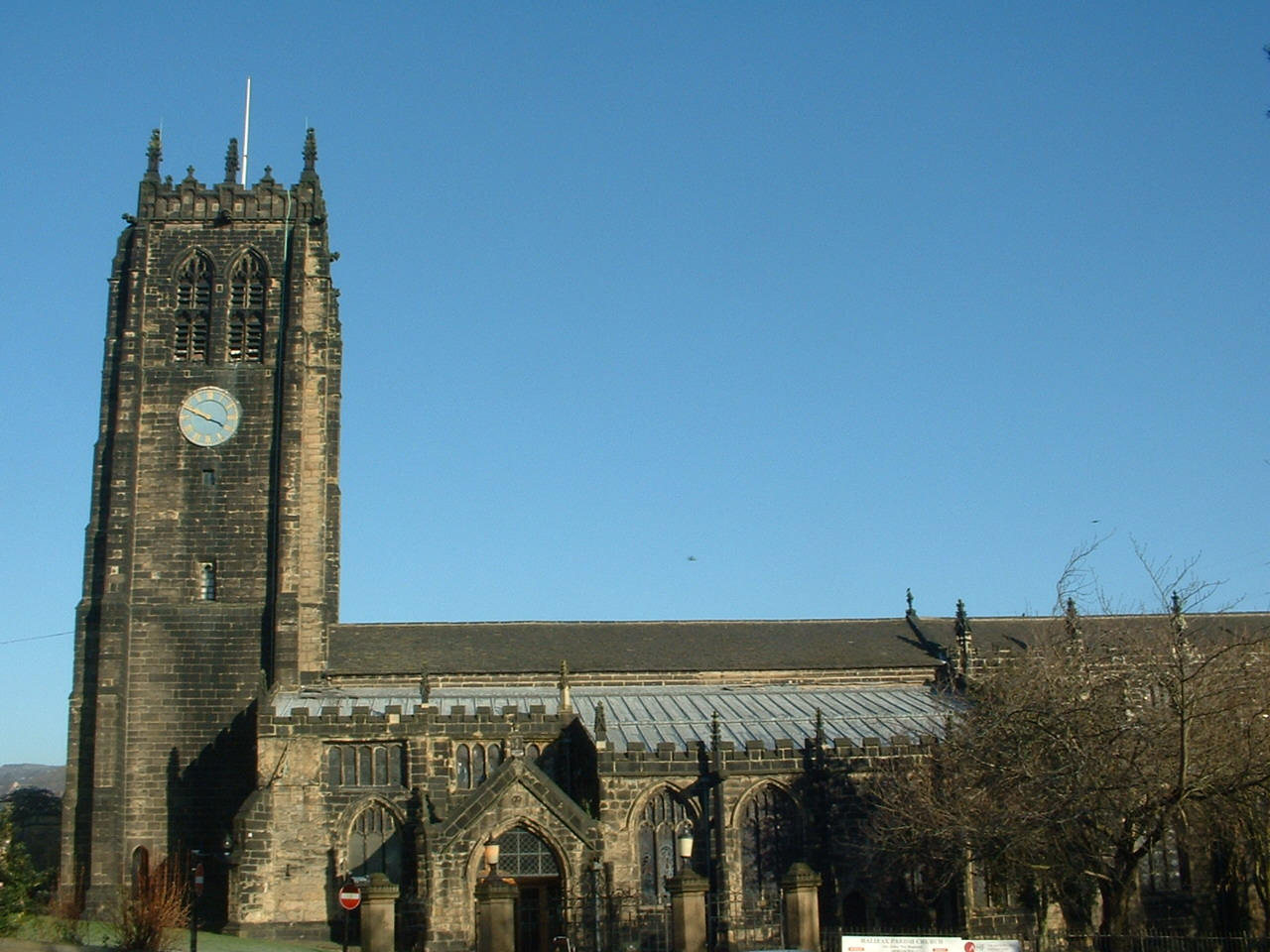
Halifax Minster
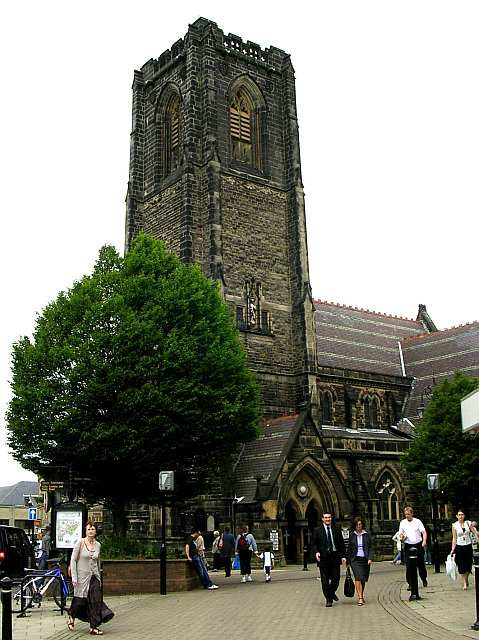
Iglesia de San Pedro, Harrogate
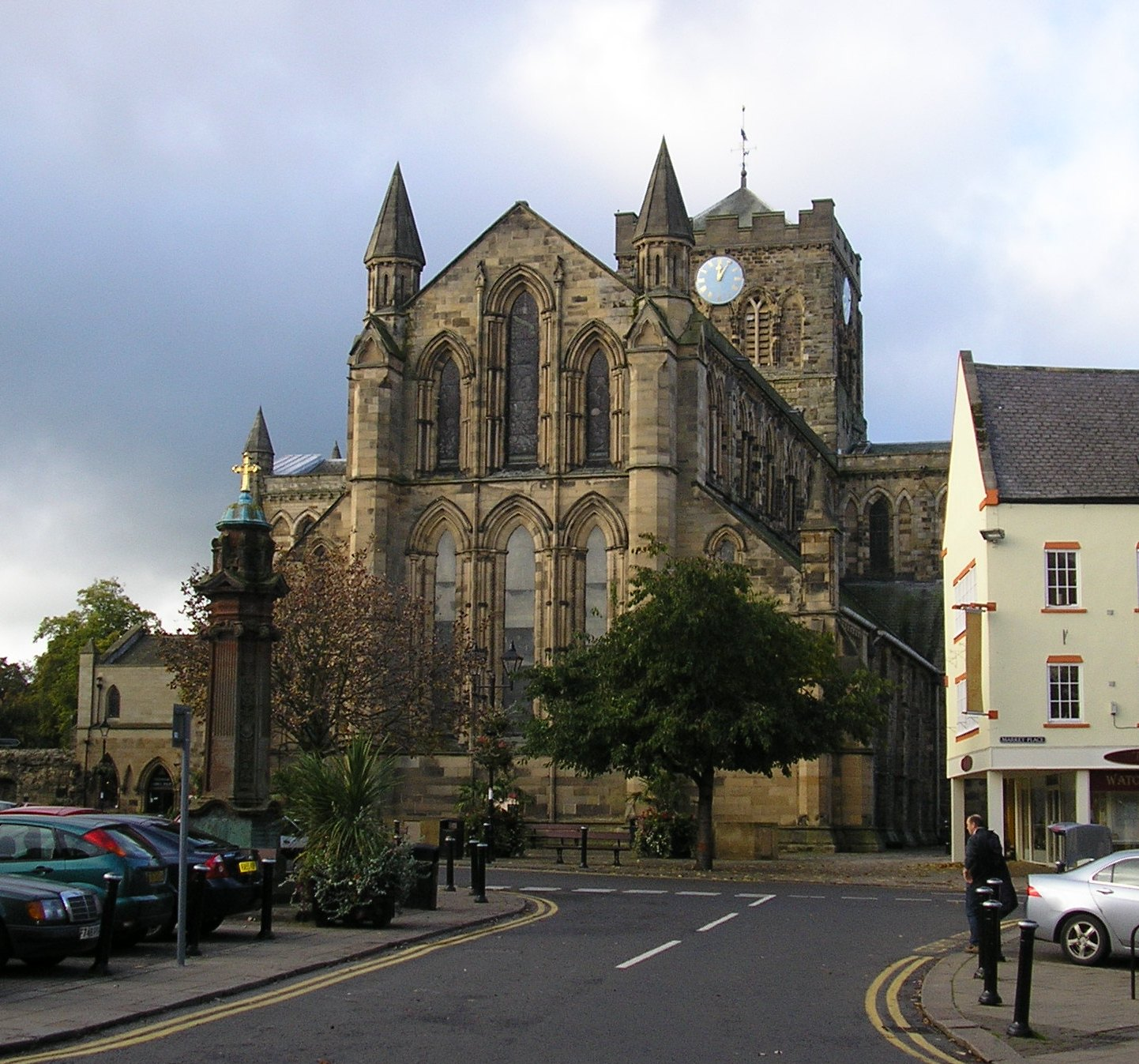
Abadía de Hexham
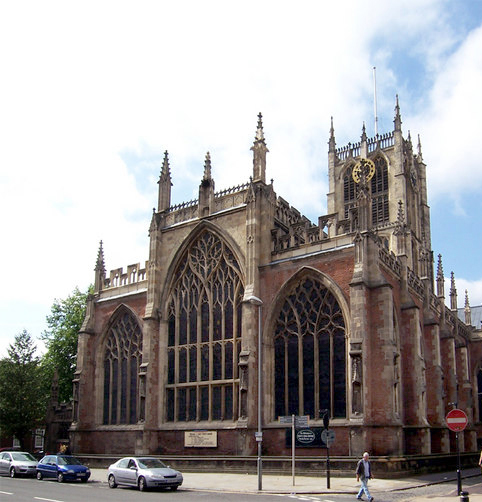
Hull Minster
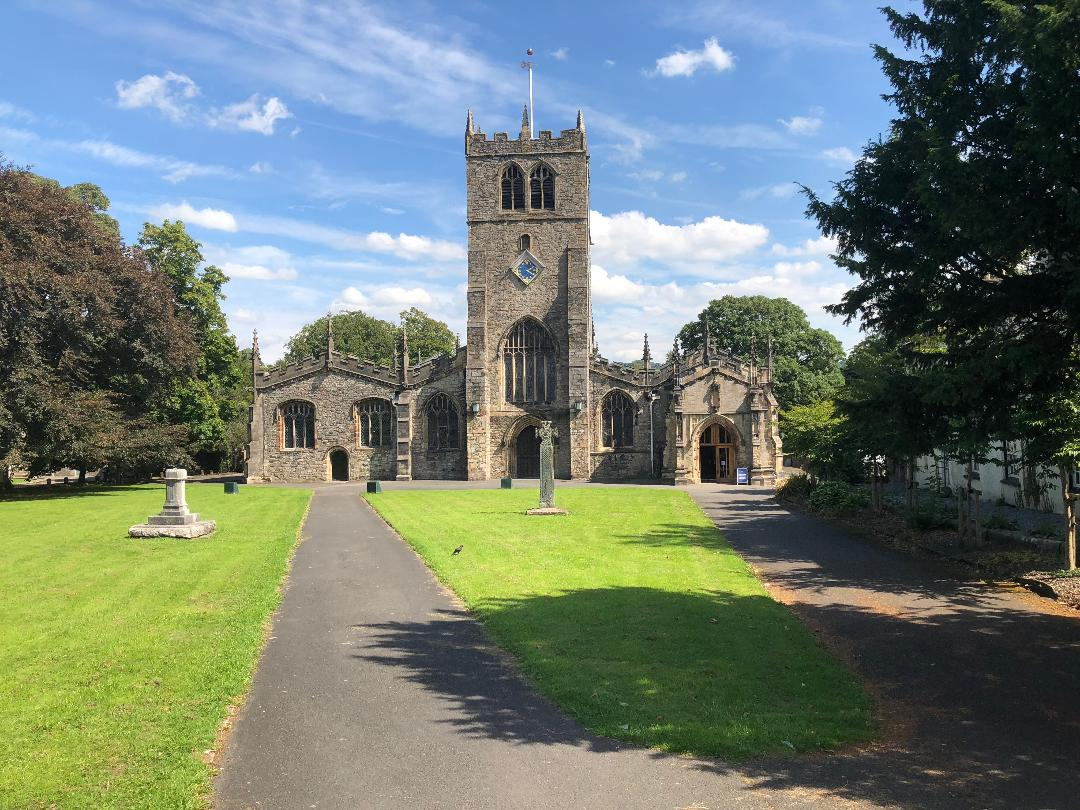
Iglesia de parroquial de Kendal
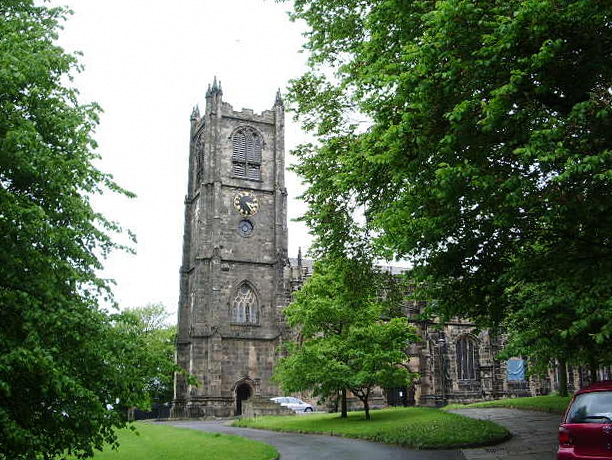
Priorato de Lancaster
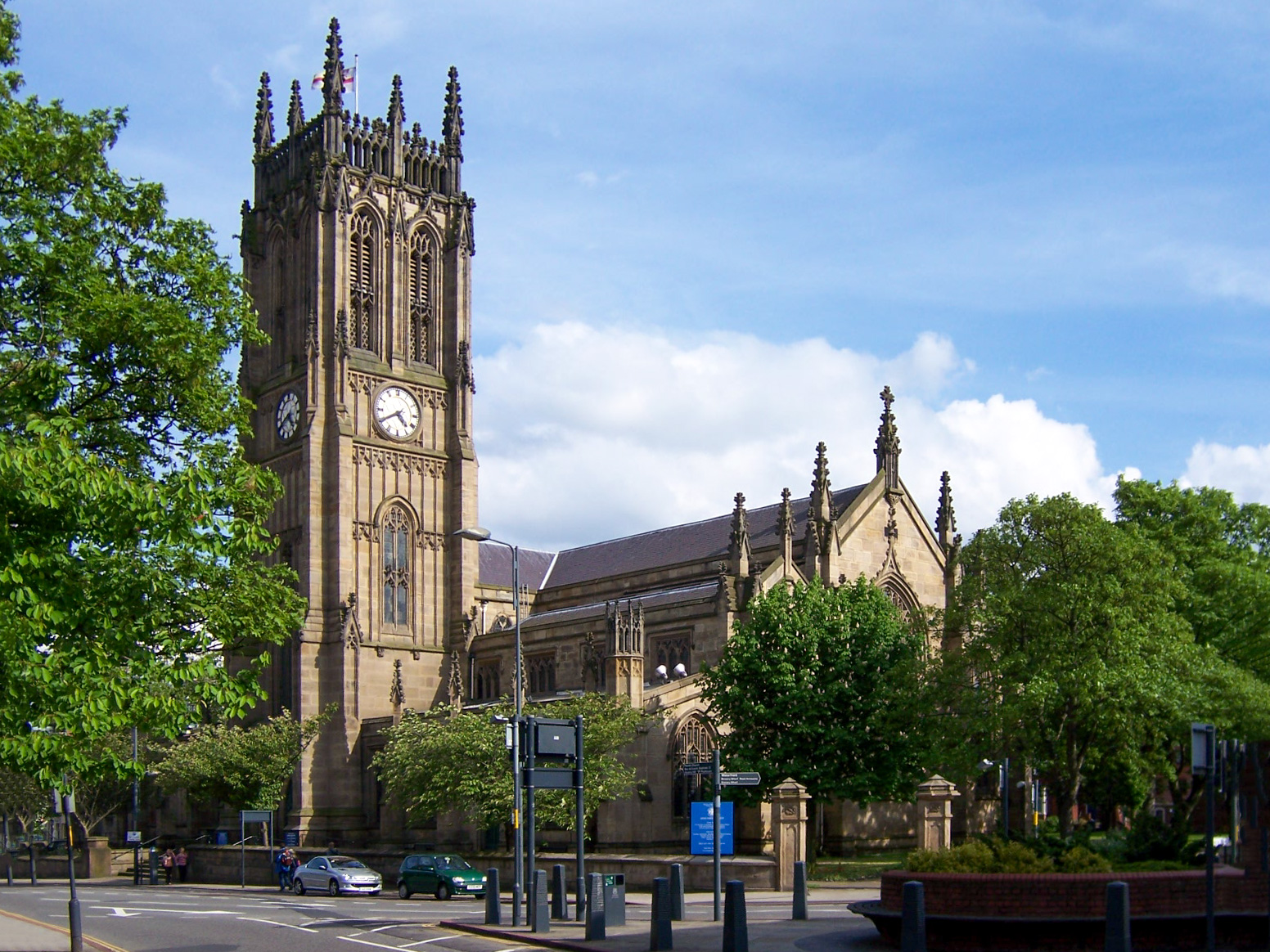
Leeds Minster
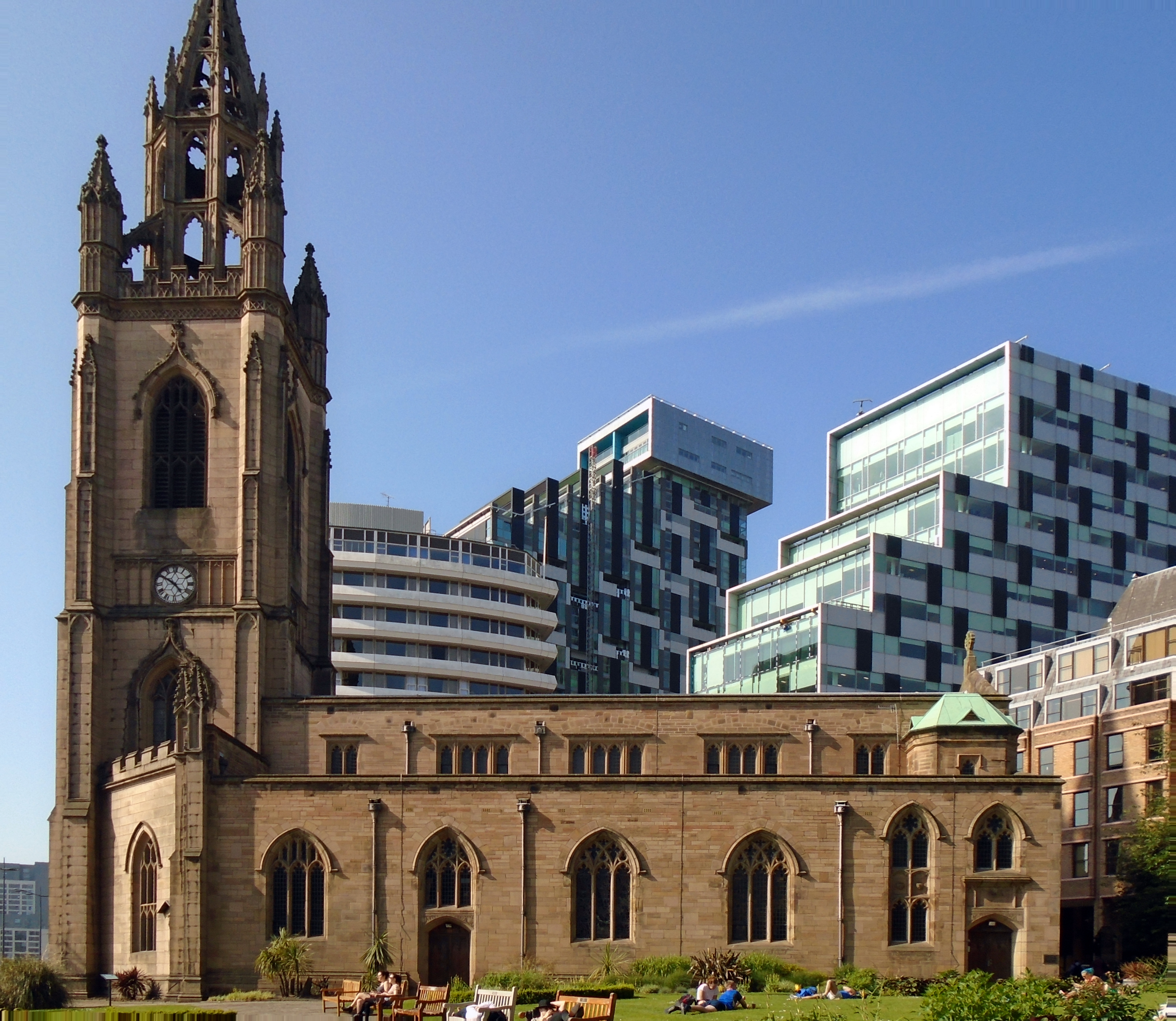
Iglesia de Nuestra Señora y San Nicolás, Liverpool
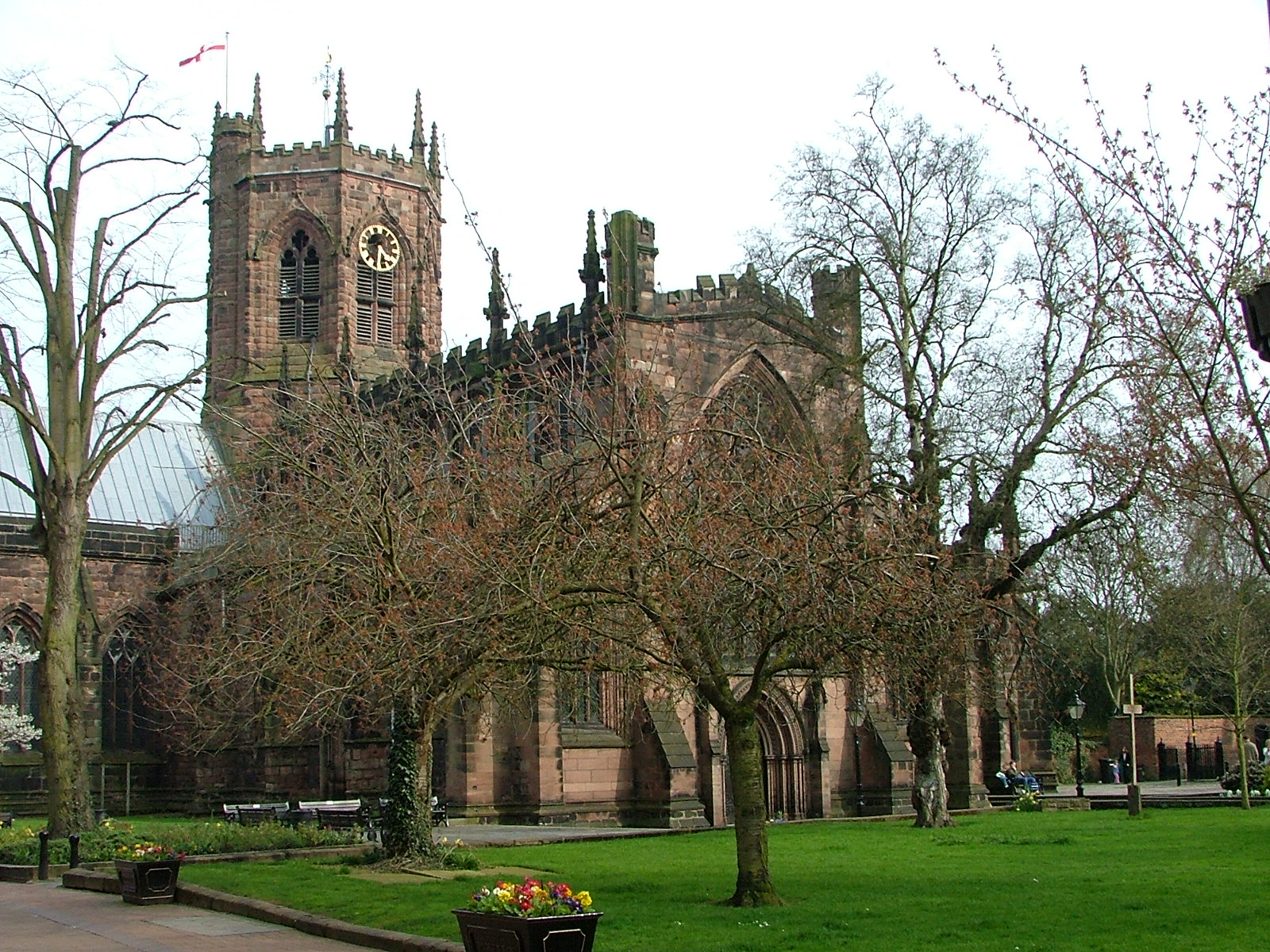
Iglesia de Santa María, Nantwich
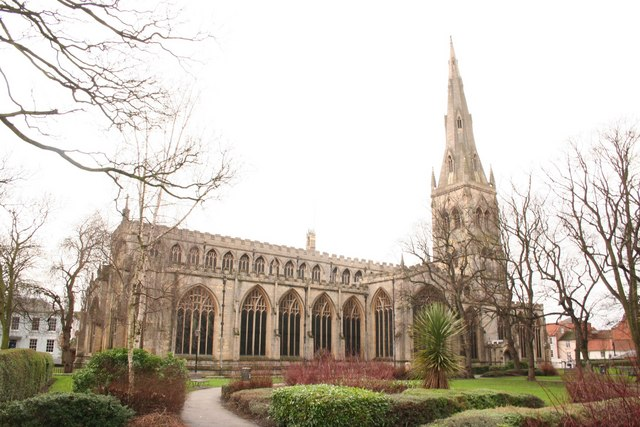
Iglesia de Santa María Magdalena, Newark-on-Trent
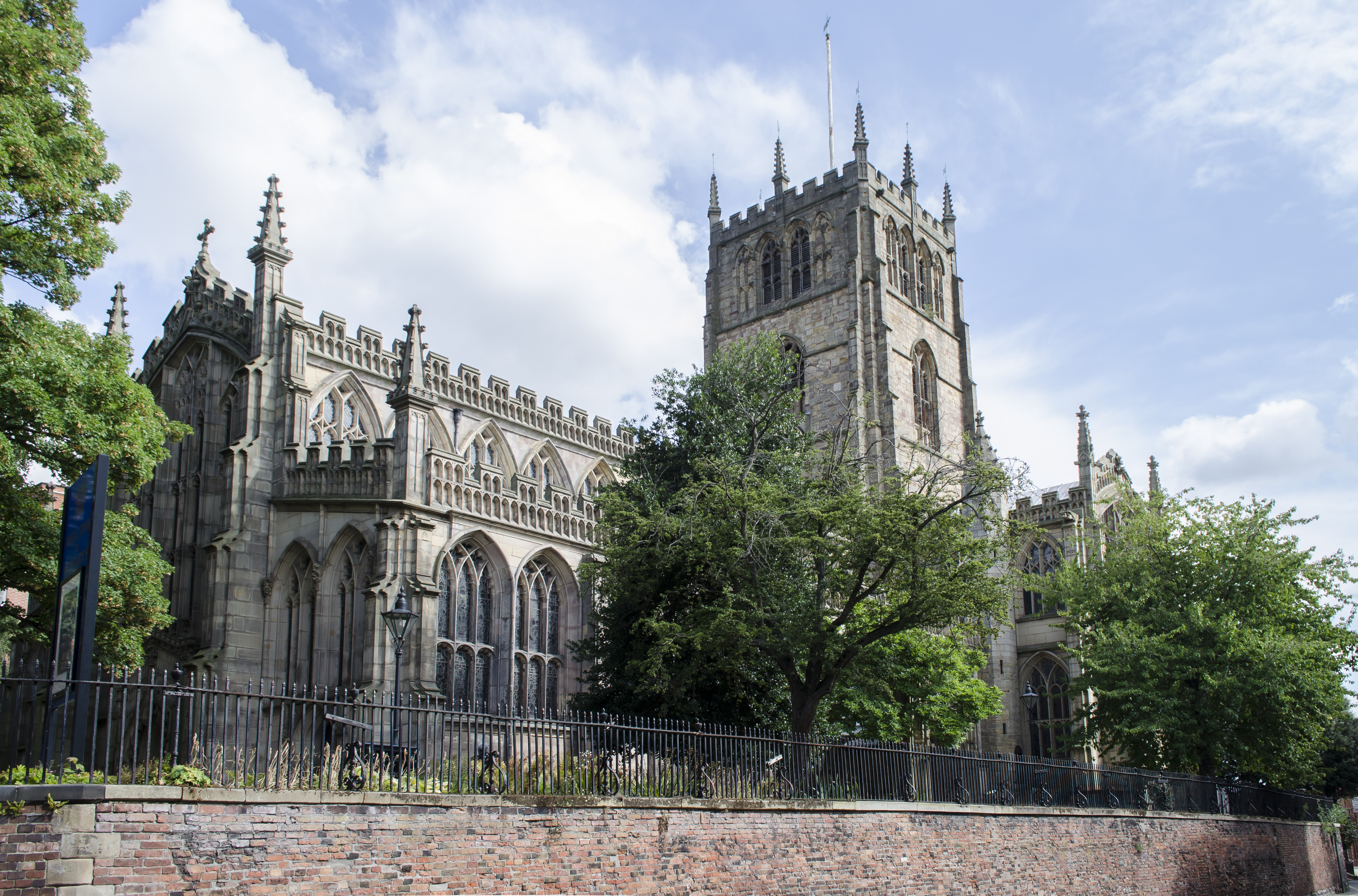
Iglesia de Santa María, Nottingham
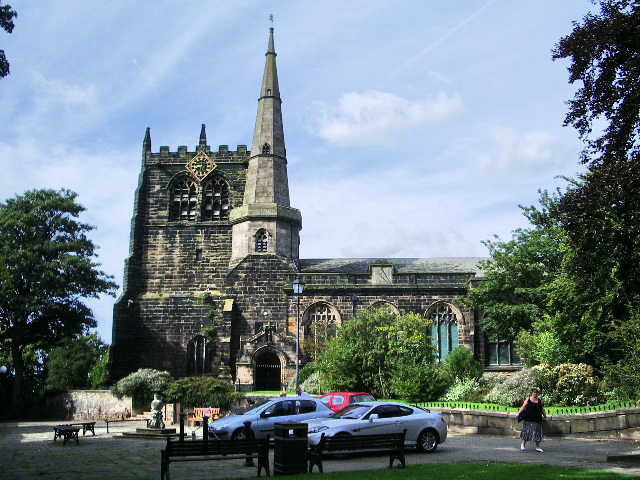
Iglesia de San Pedro y San Pablo, Ormskirk
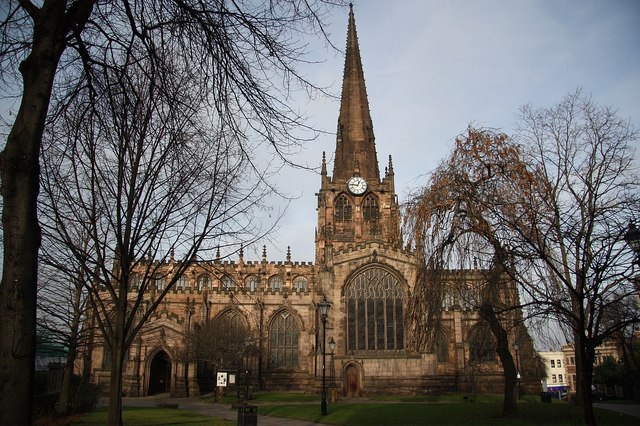
Rotherham Minster
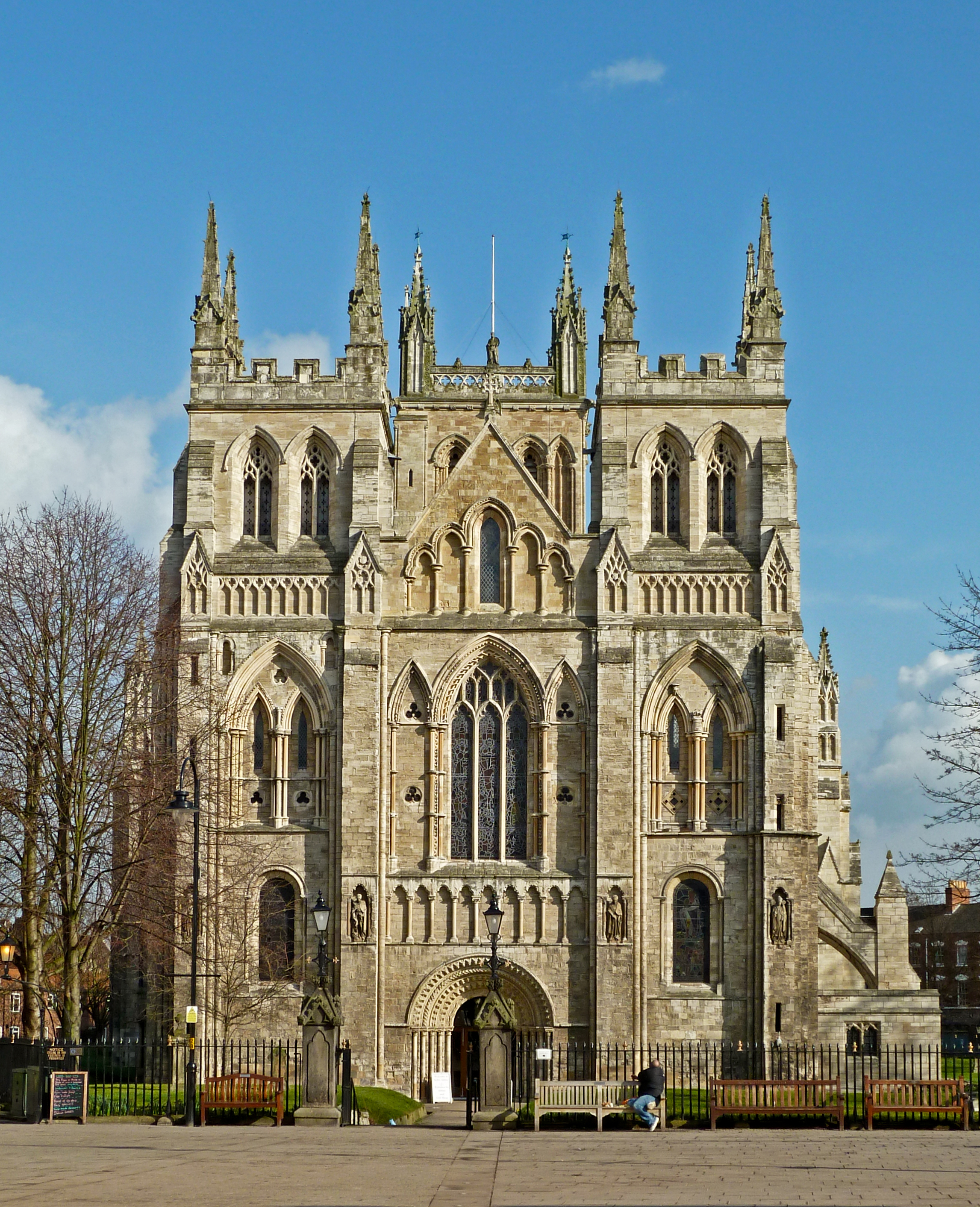
Abadía de Selby
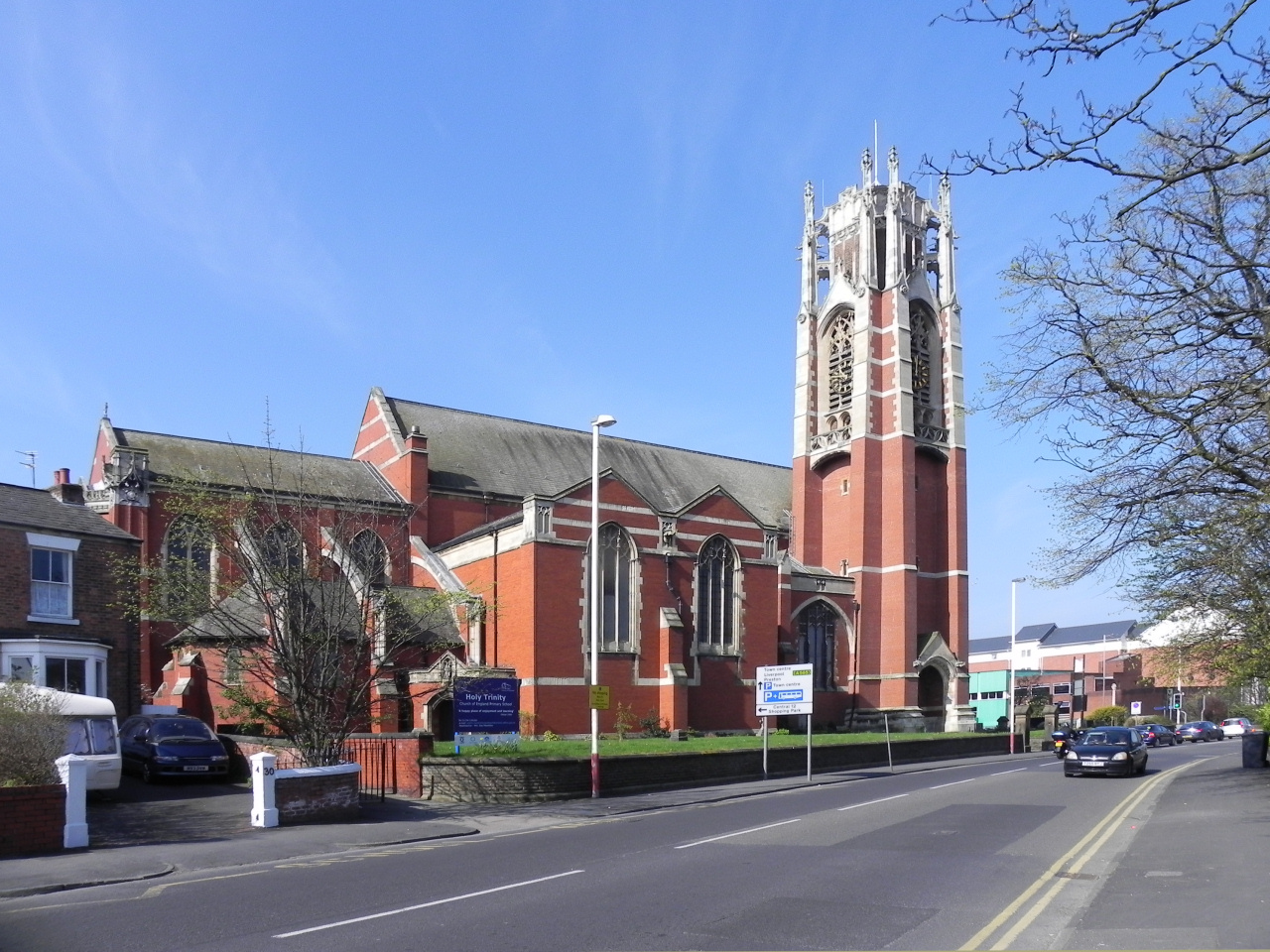
Iglesia de la Santísima Trinidad, Southport
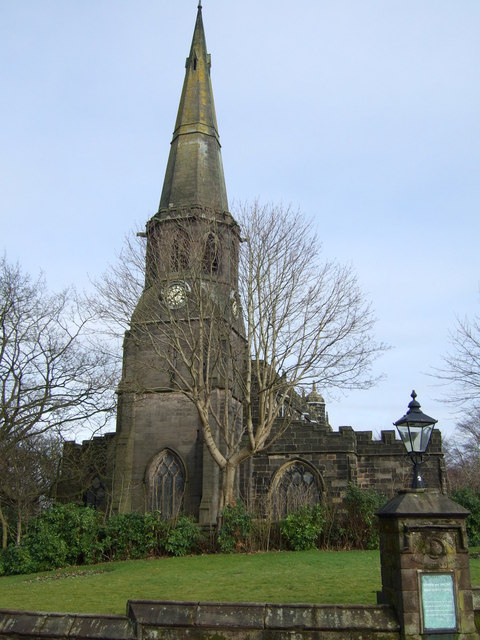
Iglesia de St Wilfrid, Standish
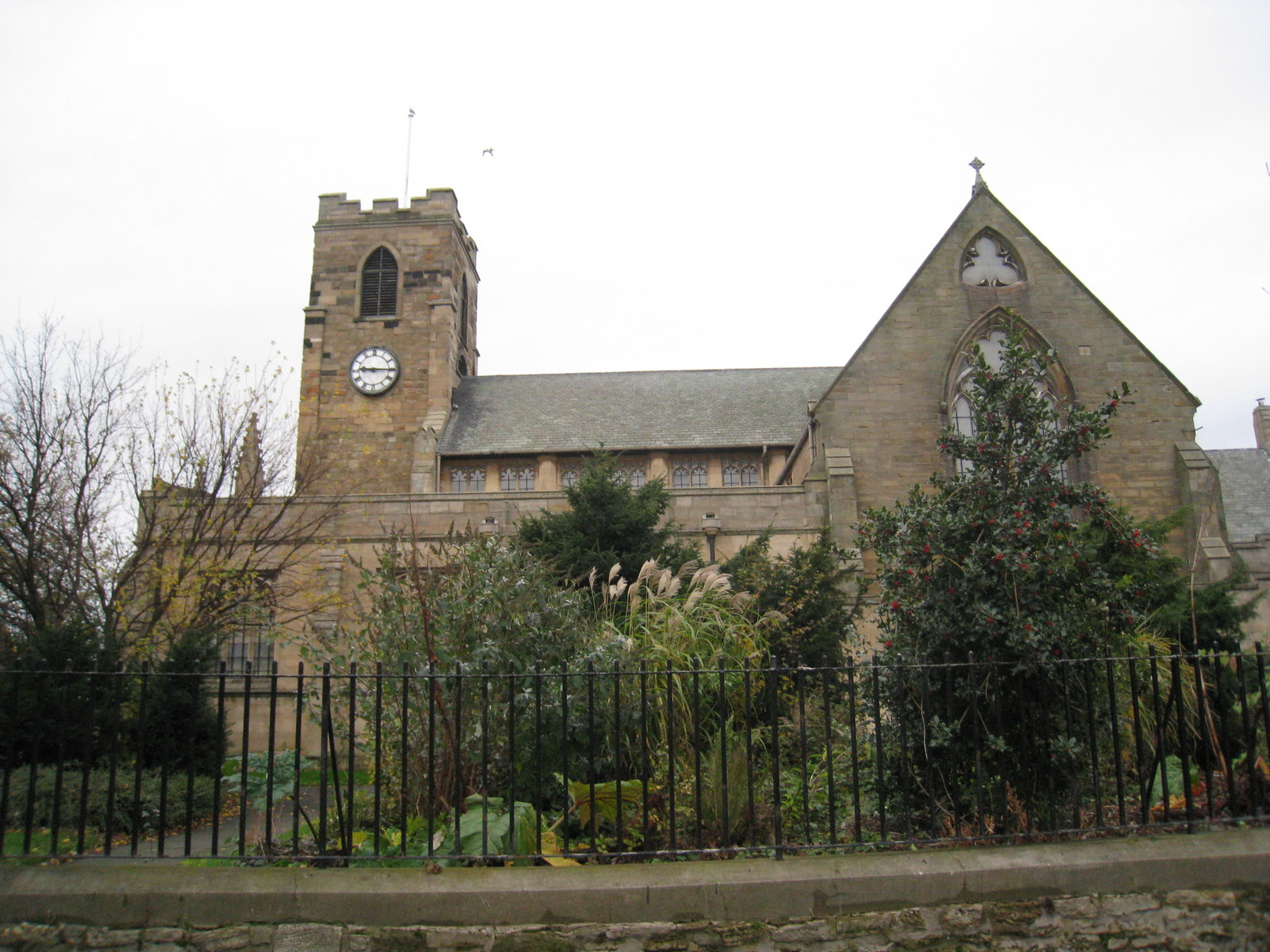
Sunderland Minster

Grandes iglesia en Gales y Escocia
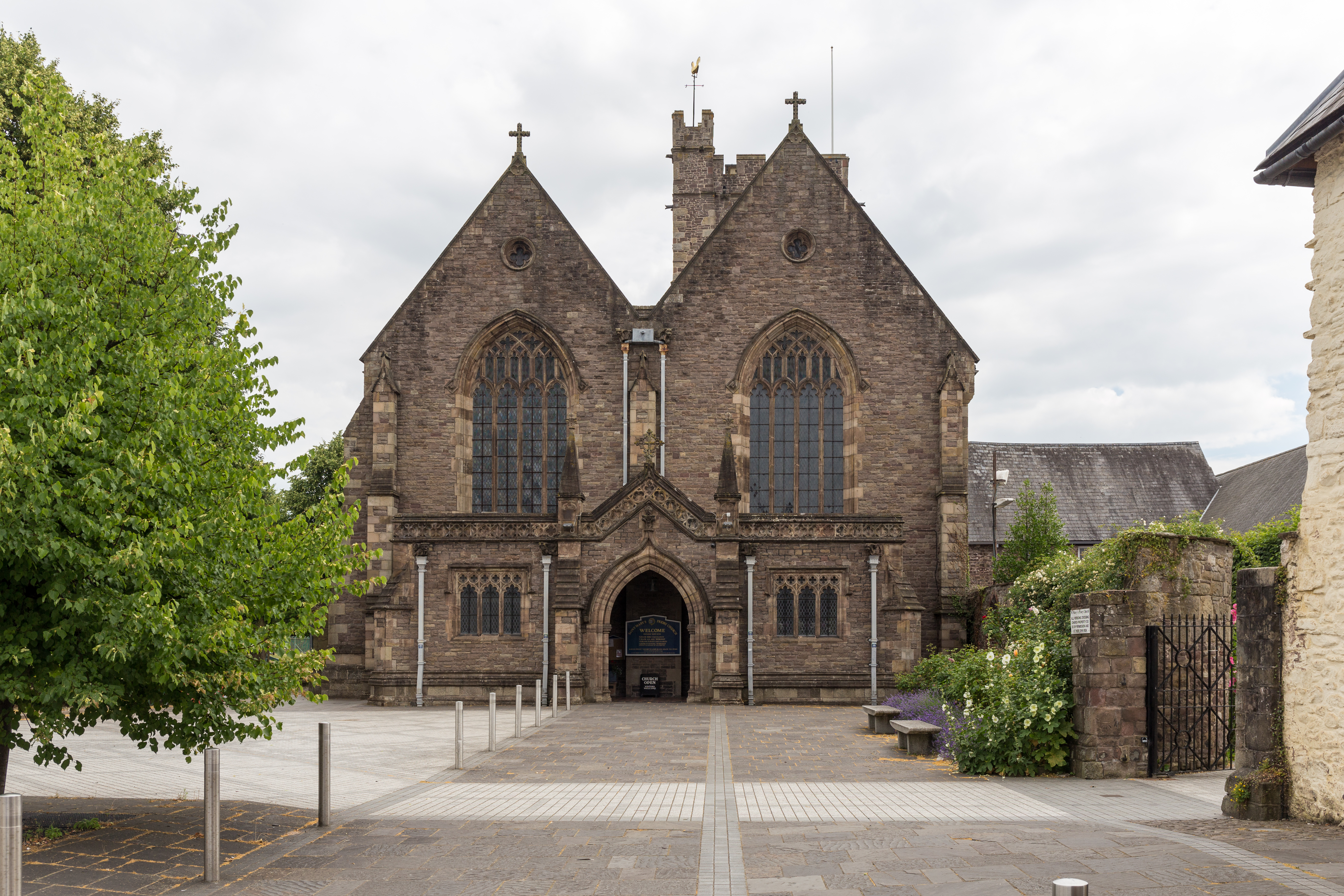
Iglesia prioral de Santa María, Abergavenny
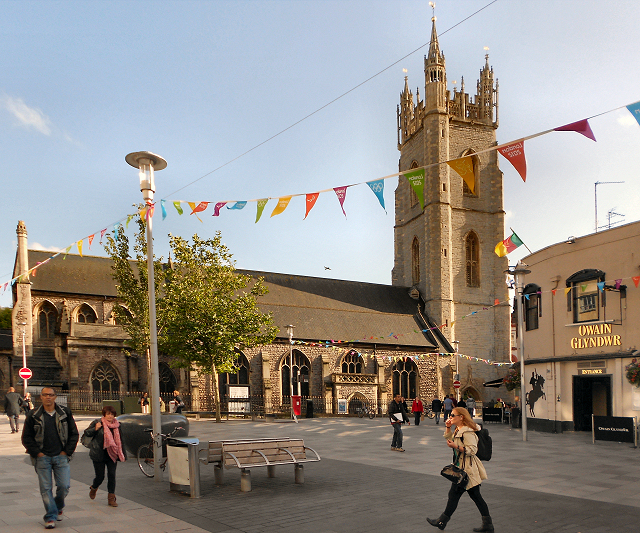
Iglesia de San Juan Bautista, Cardiff
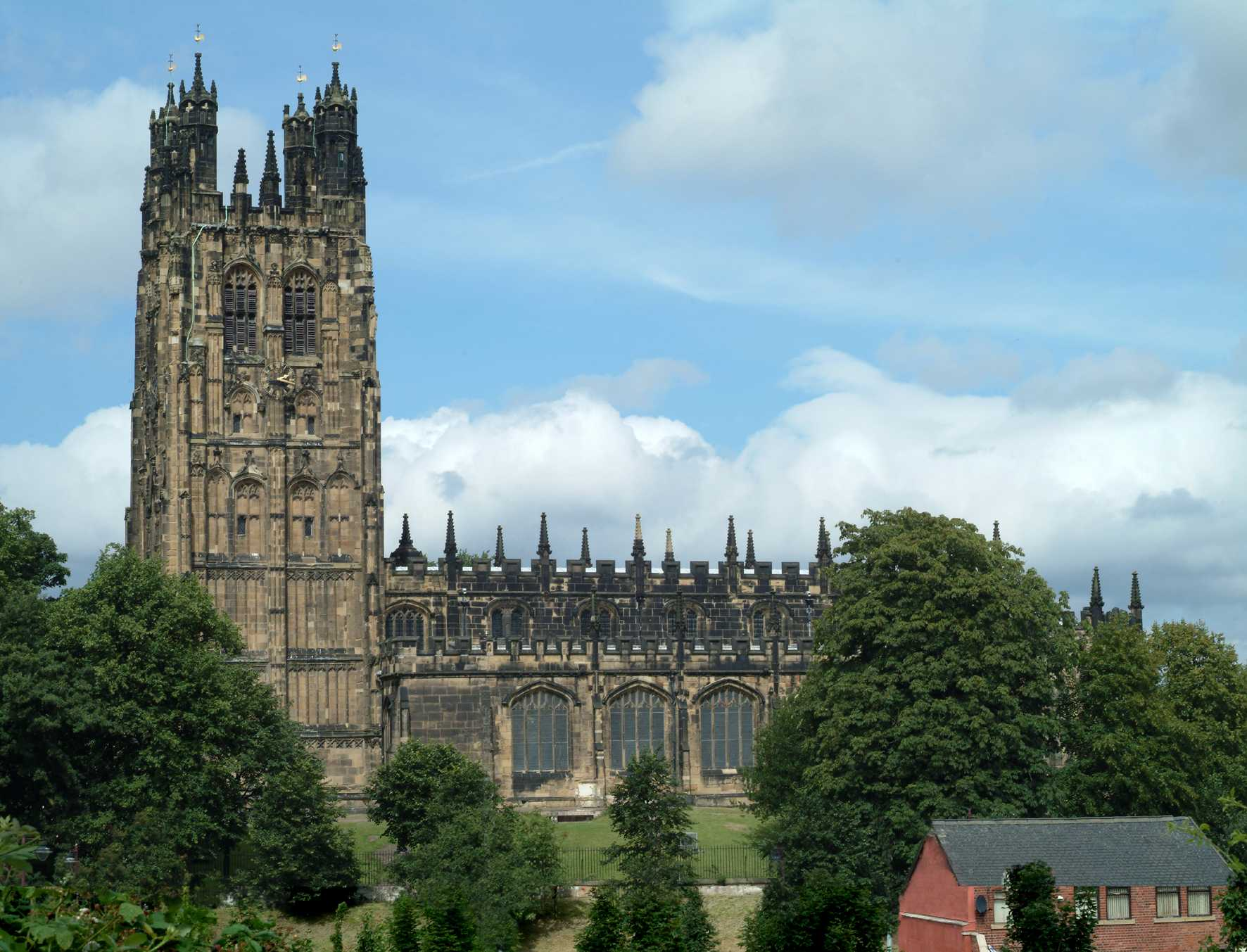
Iglesia de St Giles, Wrexham
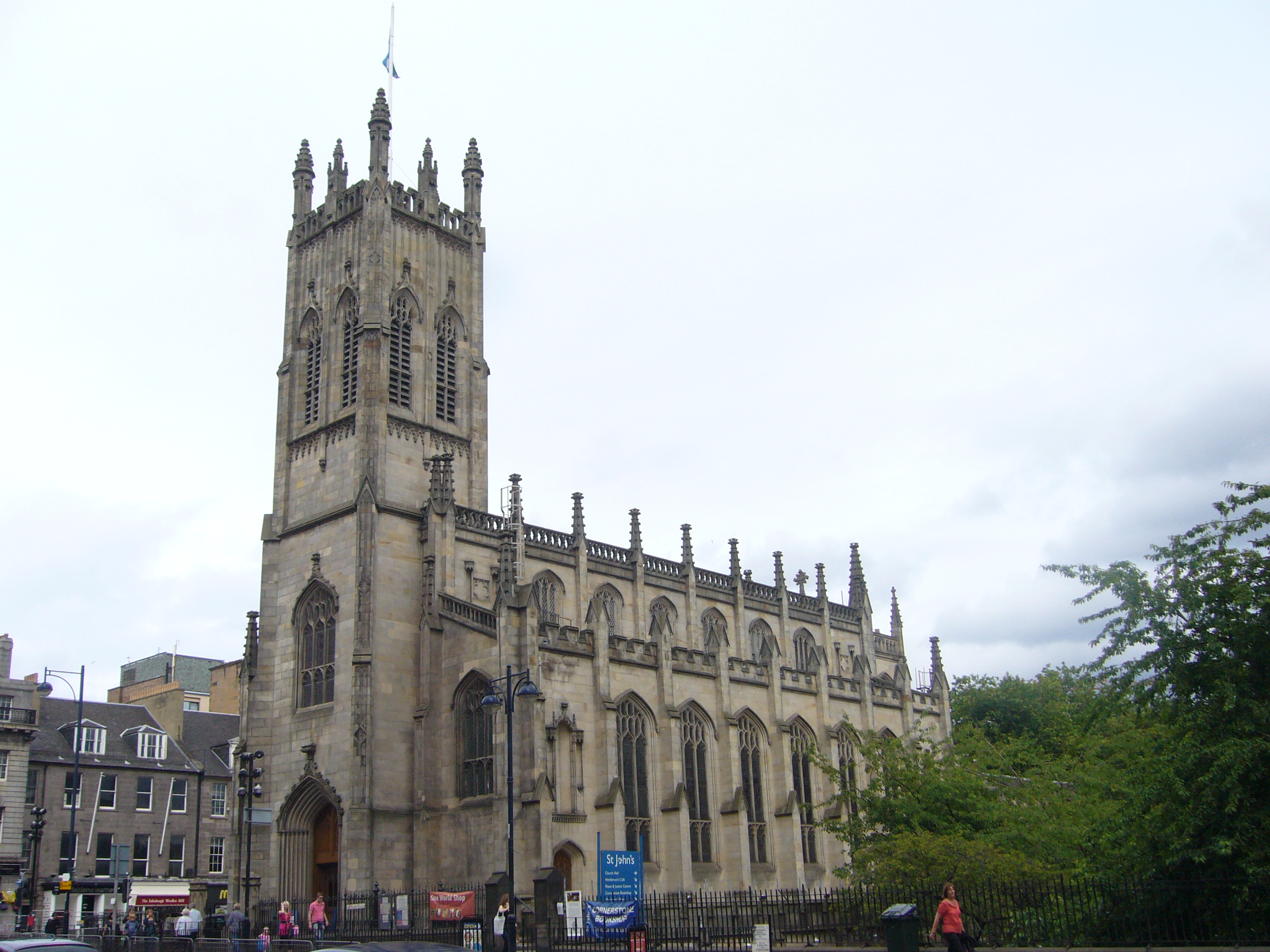
Iglesia de San Juan Evangelista, Edimburgo